# William Hazlitt
William Hazlitt (Maidstone, 10 aprile 1778 – Londra, 18 settembre 1830) fu uno scrittore inglese, ricordato per la sua attività di saggista umanistico e di critico letterario, nonché come grammatico, filosofo e pittore.
È considerato uno dei sommi critici e saggisti in lingua inglese, assieme a Samuel Johnson e George Orwell. Tuttavia la sua opera è attualmente poco letta e per la maggior parte fuori stampa.  Dandy irriverente e spassoso, nei suoi pamphlet al vetriolo se la prendeva spesso con gli intellettuali. Fu amico di molte persone che fanno ora parte del canone letterario del XIX secolo, tra le quali figurano Charles e Mary Lamb, Stendhal, Samuel Taylor Coleridge e William Wordsworth e John Keats.

## Biografia e opere

### Famiglia
Hazlitt era il figlio più giovane e portava lo stesso nome del padre, un pastore della chiesa unitariana. Di origine protestante irlandese, la sua famiglia si era trasferita dalla contea di Antrim a Tipperary all'inizio del XVIII secolo. Suo padre frequentò l'Università di Glasgow (dove ebbe come insegnante Adam Smith), laureandosi nel 1760. Non completamente soddisfatto della sua fede presbiteriana, diventò un ministro unitariano in Inghilterra. Nel 1764 divenne pastore a Wisbech nel Cambridgeshire, dove nel 1766 sposò Grace Loftus, figlia di un commerciante di ferramenta recentemente deceduto. Dei loro molti figli, solo tre sopravvissero all'infanzia. Il primo di questi, John (in seguito noto come ritrattista) nacque nel 1767 a Marshfield nel Gloucestershire, dove il reverendo William Hazlitt aveva accettato un nuovo ufficio pastorale dopo il suo matrimonio. Nel 1770, il vecchio Hazlitt accettò ancora un altro incarico e si trasferì con la sua famiglia a Maidstone, Kent, dove quell'anno nacque la sua prima e unica figlia sopravvissuta, Margaret (solitamente nota come "Peggy").

### Infanzia

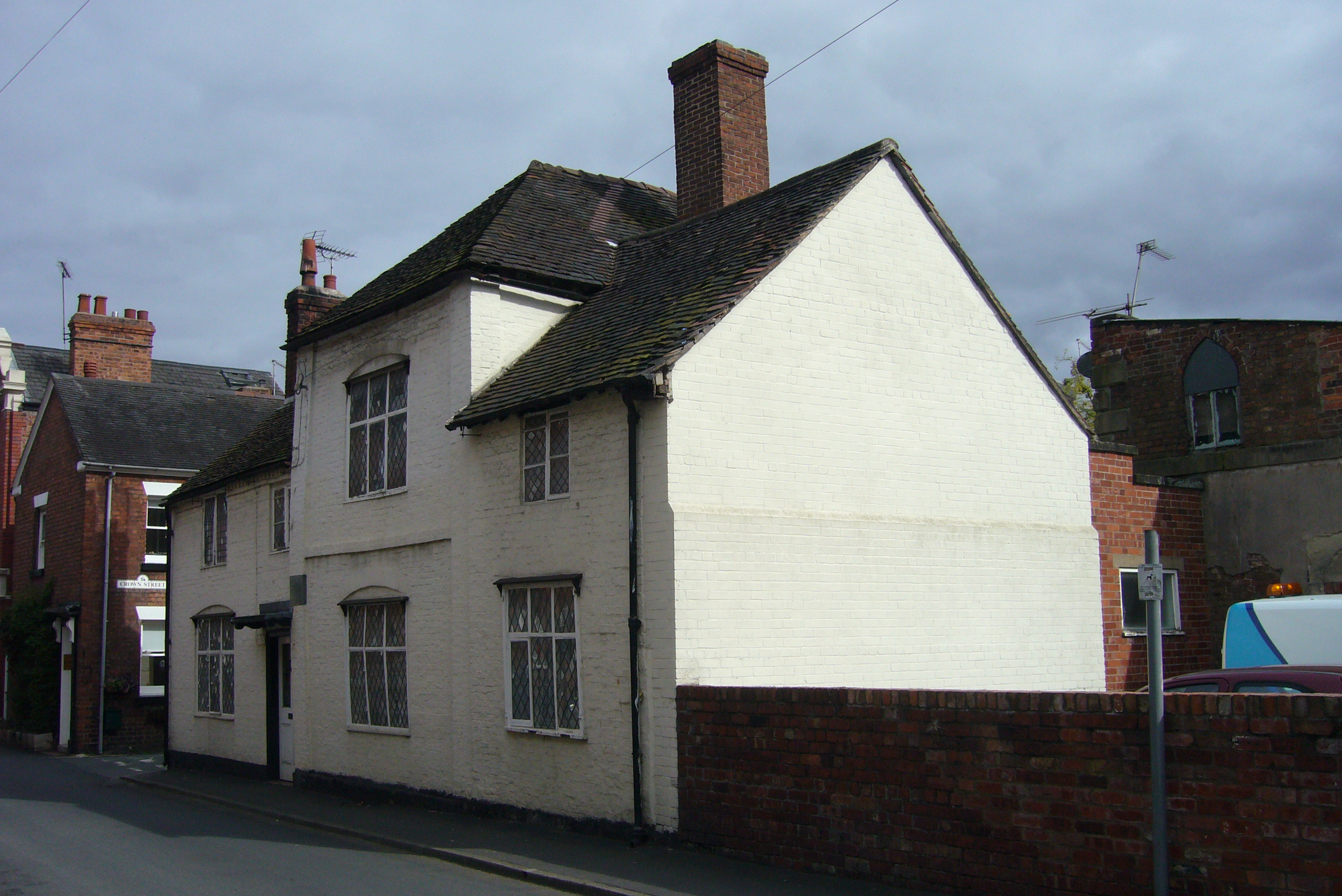
La casa a Wem, Shropshire, dove William Hazlitt e la sua famiglia vissero tra il 1787 e il 1813.

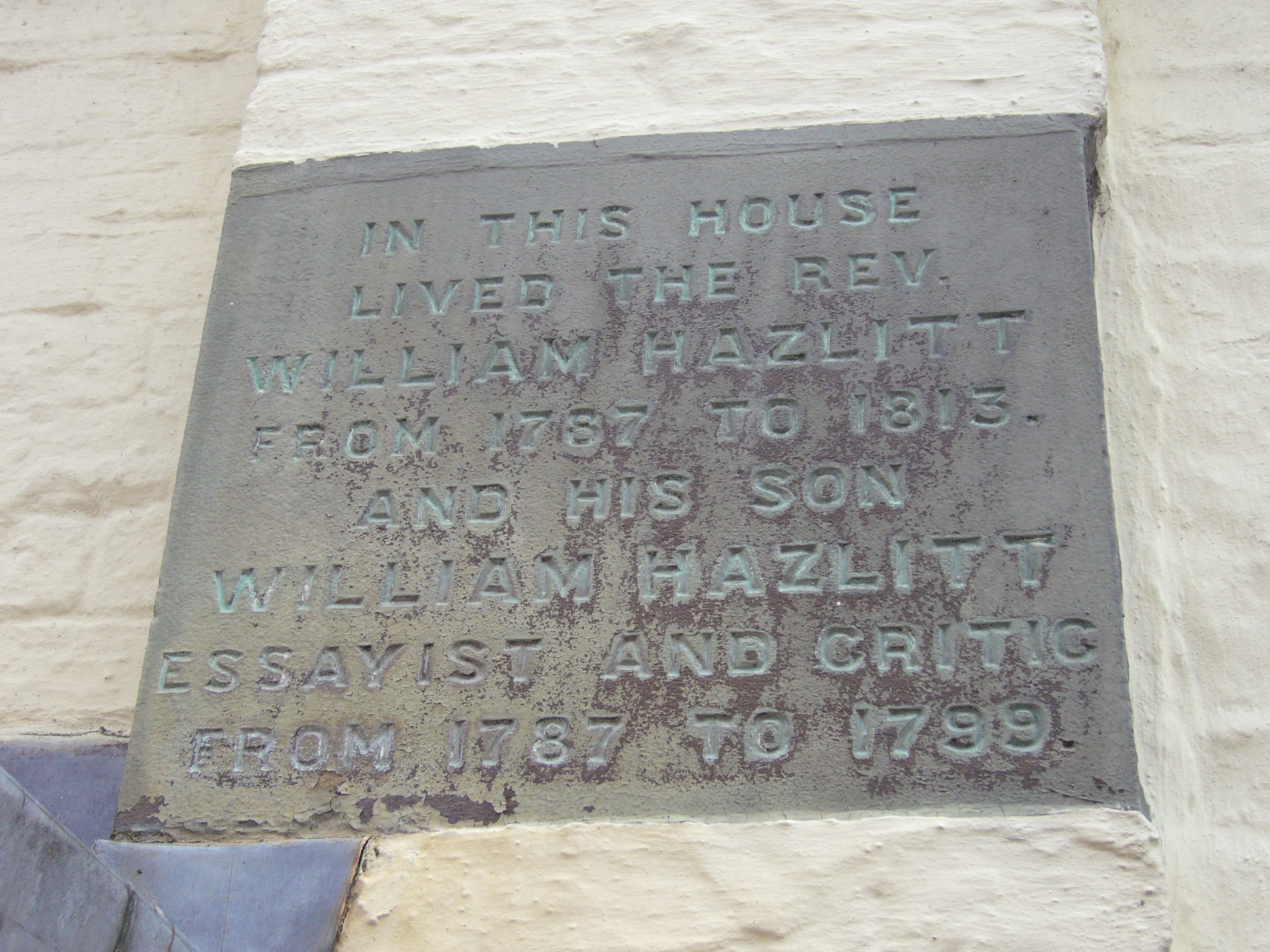
Targa di pietra sulla porta d'ingresso dell'ex casa di famiglia di William Hazlitt a Wem.

William nacque a Mitre Lane, Maidstone, nel 1778. Nei suoi primi anni di vita, viaggiò a lungo con la famiglia. Nel 1780, suo padre li portò da Maidstone a Bandon, Contea di Cork, Irlanda; e nel 1783 da Bandon negli Stati Uniti, dove il reverendo Hazlitt predicò, tenne lezioni e fondò la prima Chiesa unitariana a Boston. Nel 1786–87 la famiglia fece ritorno in Inghilterra e si trasferì a Wem, nello Shropshire. William avrebbe ricordato poco dei suoi anni negli Stati Uniti, a parte il sapore dei crespini.

### Educazione
Hazlitt ricevette un'educazione domestica e presso una scuola locale fino al 1793, quando suo padre lo mandò in un seminario unitariano in quelli che erano allora i sobborghi di Londra, il "Nuovo College Unitariano a Hackney" (New College at Hackney) (comunemente denominato Hackney College). Anche se Hazlitt vi restò soltanto per circa due anni, il suo impatto fu enorme.
Il corso di studi a Hackney includeva basi dei classici greci e latini, di matematica e, naturalmente, di religione. Gran parte di questa era tradizionale; tuttavia, essendo stato l'insegnamento fortemente influenzato da eminenti pensatori dissenzienti del tempo come Richard Price e Joseph Priestley, c'erano anche molti elementi nonconformisti. Priestley, che Hazlitt aveva letto e che fu anche uno dei suoi insegnanti, era un commentatore spassionato delle questioni politiche del tempo. Ciò, insieme allo scompiglio che seguì la Rivoluzione francese, infiammarono in Hazlitt e nei suoi compagni di classe vivaci dibattiti su questi temi, mentre vedevano il loro mondo che veniva trasformato intorno a loro.
I cambiamenti stavano avendo luogo anche dentro il giovane Hazlitt. Benché, per rispetto a suo padre, Hazlitt non abbia mai rotto apertamente con la sua religione, soffrì una perdita di fede e lasciò Hackney prima di completare la sua preparazione per il ministero.
Benché rifiutasse la teologia unitariana, nel periodo a Hackney Hazlitt acquisì molto di più che un mero scetticismo religioso. Aveva letto molto e si era formato abitudini di pensiero indipendente e di rispetto per la verità che rimasero con lui per tutta la vita. Aveva assorbito una totale fiducia nella libertà e nei diritti dell'uomo, e nella mente come forza attiva che, disseminando la conoscenza, sia attraverso le scienze sia con le arti, potesse rafforzare la naturale tendenza dell'umanità verso il bene. Si era impressa in lui la capacità dell'individuo, sia che lavori da solo sia all'interno di una comunità che si sostiene a vicenda, di realizzare cambiamenti benefici aderendo a principi fortemente sentiti. La fede di molti pensatori unitari nella natura disinteressata della mente umana aveva gettato anche le fondamenta per le autonome esplorazioni filosofiche del giovane Hazlitt lungo queste linee. E, malgrado la dura esperienza e disillusione in seguito lo abbiano obbligato a modificare alcune delle sue idee iniziali sulla natura umana, gli rimase un odio per la tirannia e la persecuzione che mantenne fino ai suoi ultimi giorni.

### Il giovane filosofo
Ritornando a casa, intorno al 1795, i suoi pensieri erano rivolti in canali più secolari, che abbracciavano non solo la politica ma, sempre di più, la moderna filosofia, che aveva cominciato a leggere con fascinazione a Hackney. Trascorse molto del suo tempo nello studio intensivo dei pensatori inglesi, scozzesi e irlandesi come John Locke, David Hartley, George Berkeley e David Hume, nonché di pensatori francesi come Claude-Adrien Helvétius, Étienne Bonnot de Condillac, il Marchese di Condorcet e il Barone d'Holbach. Da quel momento la filosofia svolse un ruolo fondamentale nella sua vita di uomo di cultura. I suoi pensieri erano incentrati sull'uomo come animale sociale e politico e, in modo ancora più intenso, sulla filosofia della mente, quella che in seguito sarebbe stata chiamata psicologia.
In questo periodo Hazlitt scoprì Jean-Jacques Rousseau, che divenne una delle più importanti influenze sul pensiero del giovane filosofo, ed Edmund Burke, il cui stile di scrittura lo impressionò enormemente. Stava elaborando con grande cura un trattato sul «naturale disinteresse della mente umana», teso a confutare l'idea che l'uomo sia naturalmente egoista, un concetto fondamentale nella maggior parte della filosofia del tempo. Il trattato di Hazlitt non sarebbe stato pubblicato che dopo molti anni, dopo ulteriori letture, e dopo che altri cambiamenti erano intervenuti ad alterare il corso della sua carriera, ma alla fine della sua vita avrebbe pensato a sé stesso come a un filosofo.
Intorno al 1796, Hazlitt fu incoraggiato e ispirato da un ecclesiastico in pensione che era diventato un riformatore di chiara fama, Joseph Fawcett. Hazlitt era impressionato dall'enorme ampiezza dei gusti di Fawcett. Da Fawcett, nelle parole del biografo Ralph Wardle, assorbì un amore per la «buona narrativa e la scrittura appassionata», essendo Fawcett «un uomo di acuta intelligenza che non disprezzava i prodotti della terra o di scusarsi per i suoi gusti.» Essi discutevano i pensatori radicali del loro tempo e – importante per capire l'ampiezza e la profondità del gusto di Hazlitt nei suoi successivi scritti critici – ogni opera letteraria dal Paradiso perduto di John Milton al Tristram Shandy di Laurence Sterne.
Qualche tempo prima, aveva incontrato anche William Godwin, il pensatore riformista la cui Giustizia politica prese d'assalto il mondo intellettuale di questo tempo. Hazlitt non si sarebbe mai sentito totalmente in sintonia con la filosofia di Godwin, ma essa diede molto alimento al suo pensiero.
Oltre a risiedere con suo padre mentre tentava di trovare la sua voce e di elaborare i suoi pensieri come filosofo, in questi anni stava spesso con suo fratello maggiore John, che aveva studiato sotto Joshua Reynolds e stava seguendo una carriera come ritrattista. Trascorreva poi anche felici serate al teatro a Londra, ma non sapeva ancora quanto questo sarebbe stato importante per la sua scrittura successiva. Per la maggior parte in questo periodo conduceva un'esistenza contemplativa, sentendosi però frustrato per essere incapace di esprimere sulla carta i pensieri e i sentimenti che ribollivano dentro di lui. Il corso della sua esistenza doveva ora essere interrotto dall'unico evento che, con le sue conseguenze, ebbe sulla sua carriera un impatto maggiore di qualsiasi altro.

### "Prima conoscenza con i poeti"
Nel gennaio 1798, Hazlitt incontrò, mentre predicava alla cappella unitariana di Shrewsbury, il ministro Samuel Taylor Coleridge, presto molto meglio conosciuto come poeta, critico e filosofo. Era sbalordito. «Non sarei potuto essere più felice se avessi udito la musica delle sfere», scrisse anni più tardi nel suo saggio La mia prima conoscenza con i poeti (My First Acquaintance with Poets). «Poesia e Filosofia si erano incontrate insieme. Verità e Genio si erano abbracciati, sotto l'occhio e con la sanzione della religione.»
Ancora più tardi, molto tempo dopo che le loro strade si erano divise, Hazlitt avrebbe parlato di Coleridge come «l'unica persona che io abbia mai conosciuto che rispondeva all'idea di un uomo di genio.» Che Hazlitt abbia imparato a esprimere i suoi pensieri «in immagini variopinte o allusioni pittoresche», che la sua comprensione «abbia trovato una lingua per esprimersi, lo devo a Coleridge», scrisse in seguito. In conversazioni successive, Coleridge da parte sua espresse interesse per le idee filosofiche in germe del giovane e gli offrì incoraggiamento.
In aprile raggiunse Coleridge nella sua residenza a Nether Stowey, dove entrambi trascorsero il tempo con il poeta William Wordsworth. Di nuovo, Hazlitt era rapito. Sebbene non fosse stato immediatamente colpito dall'aspetto di Wordsworth, quando osservò lo sguardo nell'occhio di Wordsworth mentre questi contemplava un tramonto, rifletté, «Con quali occhi questi poeti vedono la natura!» Quando lesse la sua poesia, si rese conto che questa era qualcosa di completamente nuovo e cominciò a comprendere che quella di Wordsworth era la mente di un vero poeta. A quel tempo, i tre condividevano una passione per le idee di libertà e i diritti dell'uomo. Facevano lunghe passeggiate avanti e indietro per la campagna, parlando di poesia, filosofia e dei movimenti politici che stavano cambiando il mondo. Questa unità di spirito non doveva durare, ma diede ad Hazlitt, appena ventenne, la conferma dell'idea che c'era molto da imparare e da apprezzare nella poesia come pure nella filosofia alla quale era già devoto, e l'incoraggiamento a perseguire il proprio pensiero e la propria scrittura.

### Il pittore itinerante
Nel frattempo, rimaneva il fatto che Hazlitt aveva scelto di non seguire la carriera pastorale. Sebbene non avesse mai abbandonato il suo obiettivo di scrivere un trattato filosofico sul disinteresse della mente umana, questo progetto doveva essere messo da parte indefinitamente. Ancora dipendente da suo padre, era ora obbligato a guadagnarsi da vivere. Il talento artistico sembrava provenire dal lato materno della famiglia. A partire dal 1798 rimase sempre più affascinato dai dipinti. Suo fratello, John, era ormai divenuto un pittore di successo di ritratti in miniatura. Così a William venne in mente che avrebbe potuto guadagnarsi da vivere in maniera simile e cominciò a prendere lezioni da John.
Hazlitt visitò anche varie pinacoteche e cominciò a trovare lavoro eseguendo ritratti, dipingendo un po' nello stile di Rembrandt. E così riuscì per un periodo a guadagnarsi qualcosa per vivere, facendo avanti e indietro tra Londra e la campagna, dovunque potesse trovare lavoro. Entro il 1802, il suo lavoro era considerato abbastanza buono perché un ritratto che aveva recentemente dipinto di suo padre fosse accettato in esposizione dalla Royal Academy of Arts.
In seguito nel 1802, Hazlitt fu incaricato di recarsi a Parigi e di copiare parecchie opere dei vecchi maestri esposte al Louvre. Questa fu una delle più grandi opportunità della sua vita. Durante un periodo di tre mesi, trascorse lunghe ore in estasi a studiare i dipinti. In seguito pensò a lungo a ciò che aveva visto e questo fornì materiale per una notevole raccolta di critica d'arte alcuni anni dopo. Ebbe anche l'opportunità di vedere Napoleone, che idolatrava come il salvatore dell'uomo comune dall'oppressione della "legittimità" regale. Diciotto anni più tardi, Hazlitt rievocò nostalgicamente il «piacere nel dipingere, che nessuno se non i pittori conosce», e tutta la gioia che trovava in questa arte, nel suo saggio On the Pleasure of Painting (Sul piacere della pittura).
Tornato in Inghilterra, Hazlitt viaggiò di nuovo per la campagna, avendo ottenuto altro lavoro come ritrattista. Un incarico si rivelò di nuovo fortunato, perché lo rimise in contatto con Coleridge e Wordsworth. Dipinse i ritratti di entrambi, nonché quello del figlio di Coleridge Hartley. Sempre sforzandosi di realizzare le opere migliori che poteva, anche se non riuscivano a lusingare i loro soggetti, produsse risultati che nessuno dei due poeti trovò soddisfacenti. (E tuttavia Wordsworth e il loro amico Robert Southey pensavano che il suo ritratto di Coleridge fosse più somigliante di quello del celebrato James Northcote.)
In questo periodo si verificò anche un incidente che per molti anni gettò un'ombra sulla sua vita. Il giovane Hazlitt raramente si sentiva a suo agio in compagnia delle donne, specialmente di quelle delle classi superiori e medie. Tormentato dai desideri sessuali, cercava la compagnia di prostitute e di "donne licenziose" degli strati sociali inferiori. Durante il suo ultimo soggiorno nel Distretto dei Laghi con Coleridge, le sue azioni causarono una gaffe quasi disastrosa, poiché un fraintendimento delle intenzioni di una donna locale portò a un alterco, seguito dall'abbandono precipitoso della città da parte di Hazlitt con il favore delle tenebre. Questo fatto mise a dura prova la sua relazione con Coleridge e Wordsworth, che si stava già deteriorando per altre ragioni.
A ogni modo, in una lettera del 1803 indirizzata a Thomas Wedgewood, Coleridge delineò un ritratto del giovane Hazlitt sostanzialmente positivo:
()

### Matrimonio, famiglia e amici
Nel 1803, Hazlitt incontrò Charles Lamb e sua sorella Mary. Ci fu un'immediata sintonia tra William e Charles e divennero grandi amici. L'amicizia, benché talvolta messa a dura prova dai modi difficili di Hazlitt, durò fino alla fine della sua vita. Hazlitt era affezionato anche a Mary, e – ironicamente in considerazione dei suoi intermittenti attacchi di follia – la considerava la donna più ragionevole che avesse mai incontrato.

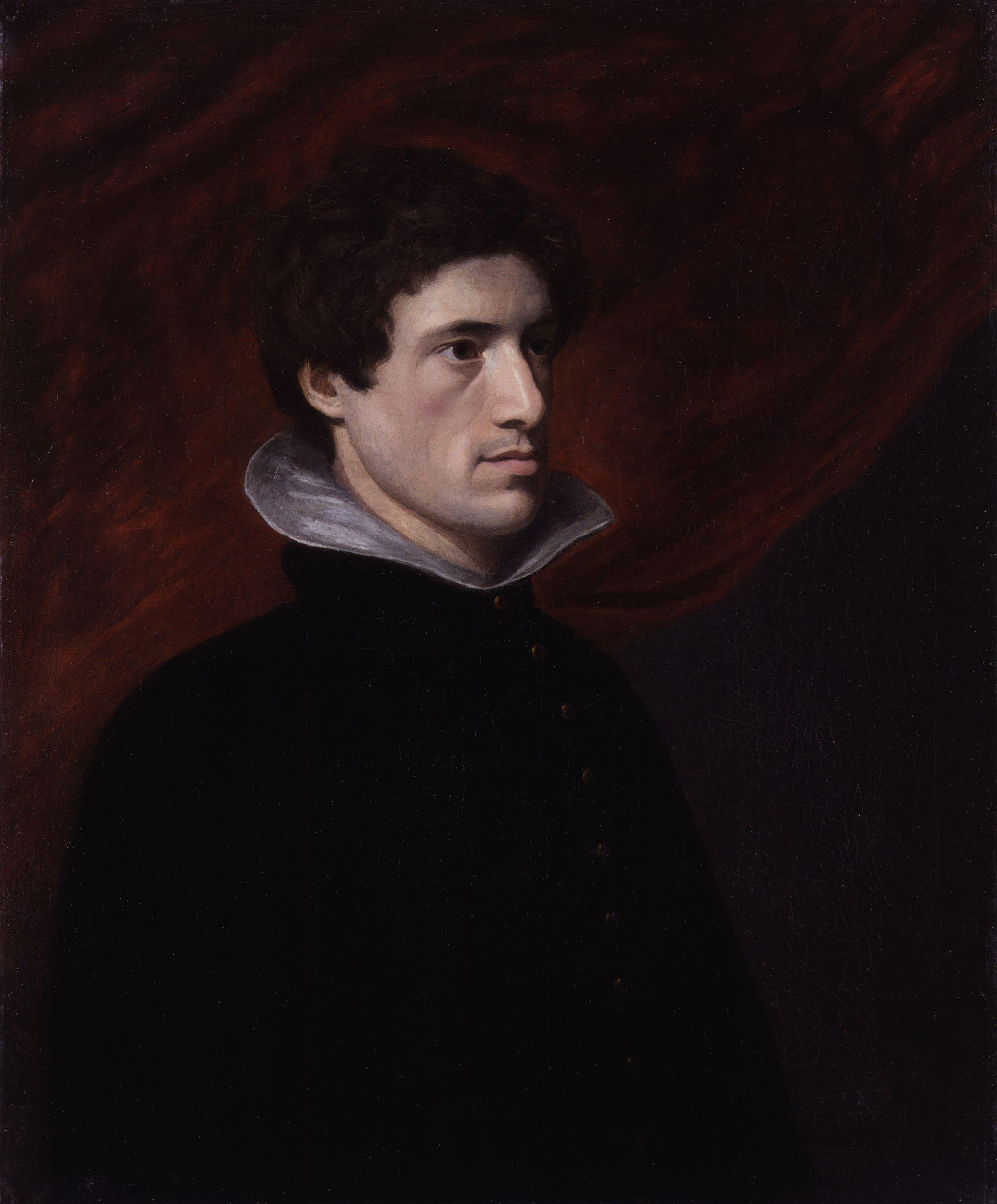
Ritratto di Charles Lamb di William Hazlitt, 1804

Hazlitt frequentò la compagnia dei Lamb per parecchi anni successivi. Non stava ottenendo molto lavoro come pittore, ma ora finalmente trovò l'opportunità di completare il suo trattato filosofico, che fu pubblicato nel 1805 come An Essay on the Principles of Human Action: Being an Argument in favour of the Natural Disinterestedness of the Human Mind (Un saggio sui principi dell'azione umana: essendo un'argomentazione a favore sul naturale disinteresse della mente umana). Quest'opera gli fece guadagnare poca attenzione come pensatore originale e niente denaro. Lo sdegno di Hazlitt di fronte a eventi che stavano allora avendo luogo nella politica inglese in reazione alle guerre di Napoleone lo portò a scrivere e a pubblicare, a sue spese (benché non avesse quasi denaro), un pamphlet politico, Free Thoughts on Public Affairs (Liberi pensieri sui pubblici affari, 1806). Infine, cominciò a trovare abbastanza lavoro da sostentarsi, seppure a malapena. Sebbene il trattato, che egli reputava al di sopra di qualsiasi altra cosa che scrisse, non sia mai stato, almeno nella sua vita, riconosciuto per quello che credeva fosse il suo vero valore, gli procurò la fama di qualcuno che aveva una padronanza della moderna filosofia. Fu pertanto incaricato di compendiare e di scrivere una prefazione a una nuova oscura opera di filosofia mentale, The Light of Nature Pursued (La luce della natura perseguita) di Abraham Tucker (originariamente pubblicata in sette volumi dal 1765 al 1777), che apparve nel 1807 e può aver avuto qualche influenza sul suo pensiero successivo.
In questo periodo Hazlitt scrisse anche tre lettere al Weekly Political Register di William Cobbett, critiche sferzanti al Saggio sui principi della popolazione di Malthus  (1798 ed edizioni successive). Un altro progetto che gli si offrì fu la compilazione di discorsi parlamentari, pubblicata nel 1807 come The Eloquence of the British Senate (L'eloquenza del Senato britannico). Nelle prefazioni ai discorsi, cominciò a mostrare un'abilità che avrebbe in seguito sviluppato in modo considerevole, l'arte dell'abbozzo vigoroso dei personaggi. Riuscì inoltre a ottenere altro lavoro come ritrattista.
Nel 1808, Hazlitt sposò Sarah Stoddart, un'amica di Mary Lamb e sorella di John Stoddart. Sebbene le incompatibilità avrebbero in seguito spinto la coppia a separarsi, all'inizio l'unione sembrò funzionare abbastanza bene. Miss Stoddart era una donna non convenzionale che avrebbe accettato un tipo a suo modo non convenzionale come Hazlitt e avrebbe a sua volta tollerato le sue eccentricità. Non era esattamente un matrimonio d'amore, ma all'inizio c'erano segni di un certo comportamento brioso, affettuoso tra di loro. Formavano un accettabile quartetto sociale con i Lamb, che fecero loro visita quando essi misero su famiglia a Winterslow, un villaggio a poche miglia da Salisbury, Wiltshire, nell'Inghilterra meridionale. La coppia ebbe tre figli nei pochi anni successivi, ma solo uno sopravvisse all'infanzia, William, nato nel 1811 (futuro padre di William Carew Hazlitt).
Ora, come capofamiglia, Hazlitt aveva più che mai bisogno di denaro. Tramite William Godwin, con il quale era frequentemente in contatto, ottenne l'incarico di scrivere una grammatica inglese, pubblicata alla fine del 1809 come A New and Improved Grammar of the English Tongue (Una nuova e migliorata grammatica della lingua inglese). Un altro progetto che gli si offrì fu il lavoro pubblicato con il titolo Memoirs of the Late Thomas Holcroft (Memorie del defunto Thomas Holcroft), una raccolta di scritti autobiografici del commediografo, romanziere e attivista politico radicale recentemente scomparso, insieme a materiale addizionale di Hazlitt stesso. Benché completata nel 1810, quest'opera non vide la luce del giorno fino al 1816, e così non fornì alcun aiuto finanziario per soddisfare i bisogni di un giovane marito e padre. Ma Hazlitt non aveva abbandonato le sue ambizioni come pittore. Trovò opportunità per dipingere paesaggi nei paraggi di Winterslow, e passò considerevole tempo a Londra prendendo commesse per ritratti.
Nel gennaio 1812 Hazlitt s'imbarcò in una carriera saltuaria come conferenziere, in questo primo caso in una serie di conversazioni sui filosofi britannici, presso la Russell Institution a Londra. Una tesi centrale delle conversazioni era che Thomas Hobbes, piuttosto che John Locke, avesse gettato le fondamenta della filosofia moderna. Dopo un inizio incerto, Hazlitt guadagnò un po' di attenzione (nonché di denaro assai necessario) per mezzo di queste conferenze, che gli diedero anche l'opportunità di esporre alcune delle sue idee.
Sembra inoltre che l'anno 1812 sia stato l'ultimo nel quale Hazlitt nutrì serie ambizioni di guadagnarsi da vivere come pittore. Sebbene avesse dimostrato qualche talento, i risultati dei suoi sforzi più appassionati non riuscirono mai ad arrivare molto al di sopra dei livelli che aveva fissato per sé stesso in confronto a maestri quali Rembrandt, Tiziano e Raffaello. Né i ritratti che gli erano commissionati piacquero spesso ai suoi soggetti, perché egli si rifiutava ostinatamente di sacrificare all'adulazione ciò che considerava la verità. Ma altre opportunità lo attendevano.

### Il giornalista
Nell'ottobre 1812, Hazlitt fu assunto da The Morning Chronicle come cronista parlamentare. Presto incontrò John Hunt, editore di The Examiner, e suo fratello minore Leigh Hunt, il poeta e saggista, che dirigeva il settimanale. Hazlitt ammirava entrambi come campioni di libertà, e strinse amicizia soprattutto con il giovane Hunt, che gli trovò lavoro. Cominciò a scrivere saggi eterogenei per The Examiner nel 1813, e il campo del suo lavoro per il Chronicle si ampliò fino a includere critica drammatica, critica letteraria e saggi politici. Nel 1814 The Champion si aggiunse alla lista di periodici che accettavano l'ormai profusa produzione di Hazlitt di critica letteraria e politica. Vi apparve anche una critica delle teorie di Joshua Reynolds sull'arte, una delle principali incursioni di Hazlitt nel campo della critica artistica.
Entro il 1814, essendosi affermato come giornalista, Hazlitt aveva cominciato a guadagnarsi da vivere in modo soddisfacente. Un anno prima, con la prospettiva di un reddito stabile, aveva trasferito la sua famiglia in una casa al 19 York Street, Westminster, che era stata occupata dal poeta John Milton, che Hazlitt ammirava al di sopra di tutti gli altri poeti inglesi eccetto Shakespeare. Guarda caso, il padrone di casa di Hazlitt era il filosofo e riformatore sociale Jeremy Bentham. Hazlitt doveva scrivere considerevolmente sia su Milton sia su Bentham nel corso degli anni successivi.
La sua cerchia di amici si espanse, benché non sembri mai essere stato particolarmente vicino a qualcuno tranne ai Lamb e in una certa misura a Leigh Hunt e al pittore Benjamin Robert Haydon. La sua scarsa tolleranza per chiunque, a suo giudizio, avesse abbandonato la causa della libertà, insieme alla sua frequente schiettezza, perfino mancanza di tatto, nelle situazioni sociali rendevano difficile per molti sentirsi vicini a lui, e a volte mettevano alla prova perfino la pazienza di Charles Lamb. La sua critica del poema di Wordsworth The Excursion (L'escursione) profondeva massime lodi sul poeta e, ugualmente, massime censure. Wordsworth, che sembra fosse incapace di tollerare qualsiasi cosa che non fossero elogi senza elogi, e i rapporti tra i due diventarono più freddi che mai.
Benché Hazlitt continuasse a pensare a sé stesso come un "metafisico" (meno spesso come un pittore; aveva ormai rinunciato alle sue ambizioni professionali in quel settore), cominciava a sentirsi a suo agio nel ruolo di giornalista. La sua autostima ricevette un incoraggiamento aggiuntivo quando all'inizio del 1815 cominciò a scrivere regolarmente per il trimestrale The Edinburgh Review, il più insigne periodico sul lato Whig dello steccato politico (il suo rivale The Quarterly Review occupava il lato Tory). Scrivere per una pubblicazione così altamente rispettata era considerato un importante passo in avanti rispetto allo scrivere per fogli settimanali, e Hazlitt era orgoglioso di questo collegamento.
Il 18 giugno 1815, Napoleone fu sconfitto a Waterloo. Avendo idolatrato Napoleone per anni, Hazlitt lo prese come un colpo personale. L'evento gli sembrò che segnasse la fine della speranza per l'uomo comune contro l'oppressione della monarchia "legittima". Profondamente depresso, prese a bere pesantemente e fu riferito che era andato in giro per settimane senza farsi la barba e senza lavarsi. Idolatrava e viziava suo figlio, William Jr., ma per molti versi la sua vita familiare divenne sempre più disordinata durante l'anno successivo, il suo matrimonio si deteriorò ed egli passò sempre più tempo lontano da casa. Come critico drammatico a tempo parziale, trovava una scusa per passare sera dopo sera a teatro. In seguito passò il tempo tra quegli amici che riuscivano a tollerare la sua irascibilità, il cui numero si ridusse a causa del comportamento talvolta oltraggioso.
Hazlitt continuò a produrre articoli su vari argomenti per The Examiner e altri periodici, comprese diatribe politiche contro chiunque egli ritenesse che ignorasse o minimizzasse i bisogni e i diritti dell'uomo comune. La defezione dalla causa della libertà era diventata più facile alla luce dell'oppressiva atmosfera politica nell'Inghilterra di quel tempo, in reazione alla Rivoluzione francese e alle Guerre napoleoniche. Opponendosi a questa tendenza, gli Hunt erano i suoi alleati primari. Lamb, che tentava di non farsi coinvolgere politicamente, tollerava la sua ruvidezza, e quell'amicizia riuscì a sopravvivere, sia pure appunto a fatica di fronte alla crescente amarezza, all'irascibilità e alla propensione di Hazlitt a lanciare invettive sia agli amici sia ai nemici.
Come diversivo da tutto ciò che gravava sulla sua mente, Hazlitt divenne un appassionato giocatore di una specie di racquets simile al gioco del fives (un tipo di pallamano di cui era tifoso) in quanto era giocato contro un muro. Giocava con intensità selvaggia, correndo su e giù per il campo come un pazzo, fradicio di sudore, ed era reputato un buon giocatore. Più che una semplice distrazione dalle sue angosce, questa dedizione condusse a meditazioni sul valore degli sport competitivi e sull'abilità umana in generale, espresse in scritti come il suo breve articolo della "Death of John Cavanagh" ("Morte di John Cavanagh", un celebre giocatore di fives) in The Examiner il 9 febbraio 1817, e il saggio "The Indian Jugglers" ("I giocolieri indiani") in Table-Talk (1821).
All'inizio del 1817, una serie di saggi di Hazlitt che era apparsa in The Examiner in una rubrica fissa chiamata "The Round Table" fu raccolta in forma di libro, compresi alcuni contributi di Leigh Hunt. I contributi di Hazlitt a The Round Table erano scritti un po' alla maniera dei saggi periodici del tempo, un genere definito da riviste del XVIII secolo quali The Tatler e The Spectator.
La gamma degli argomenti caratterizzò la sua produzione negli anni successivi: Shakespeare ("On the Midsummer Night's Dream" ["Sul Sogno di una notte di mezza estate"]), Milton ("On Milton's Lycidas" ["Sul Licida di Milton"]), critica d'arte ("On Hogarth's Marriage a-la-mode" ["Sul Marriage a-la-mode di Hogarth"]), estetica ("On Beauty" ["Sulla bellezza"]), critica drammatica ("On Mr. Kean's Iago" ["Sullo Iago di Mr. Kean"]; Hazlitt fu il primo critico a farsi paladino del talento recitativo di Edmund Kean), critica sociale ("On the Tendency of Sects" ["Sulla tendenza delle sette"], "On the Causes of Methodism" ["Sulle cause del metodismo"], "On Different Sorts of Fame" ["Sui diversi tipi di fama"]).
Ci fu un articolo anche su The Tatler. Per la maggior parte i suoi commenti politici erano riservati ad altri veicoli, ma fece eccezione per un '"Character of the Late Mr. Pitt" ("Carattere del defunto Mr. Pitt"), una sferzante caratterizzazione dell'ex Primo Ministro recentemente deceduto. Scritto nel 1806, a Hazlitt piacque abbastanza da farlo ristampare già due volte prima (e sarebbe apparso ancora in una raccolta di saggi politici nel 1819).
Alcuni saggi mescolano le osservazioni sociali e psicologiche di Hazlitt in un modo che stimola deliberatamente il pensiero, presentando al lettore i "paradossi" della natura umana. Il primo dei saggi raccolti, "On the Love of Life" ("Sull'amore della vita"), spiega, "È nostra intenzione, nel corso di questi studi, esporre occasionalmente certi errori comuni, che si sono conservati nei nostri ragionamenti sugli uomini e sui costumi.... L'amore della vita è ... in generale, l'effetto non dei nostri godimenti, ma delle nostre passioni".
Ancora, in "On Pedantry" ("Sulla pedanteria"), Hazlitt dichiara che "Il potere di annettere un interesse alle occupazioni più frivole o più penose... è una delle più grandi felicità della nostra natura". In "On Different Sorts of Fame" ("Sui diversi tipi di fama"), "In proporzione quando gli uomini possono contare sull'immediato e volgare applauso degli altri, diventano indifferenti a quello che è distante e difficile da ottenere". E in "On Good-Nature" ("Sulla gentilezza d'animo"), "La gentilezza d'animo, o ciò che è spesso considerato tale, è la più egoistica di tutte le virtù...."
Molte delle componenti dello stile di Hazlitt cominciano a prendere forma in questi saggi della Round Table. Alcuni dei suoi "paradossi" sono così iperbolici da scioccare quando si incontrano fuori contesto: "Tutta la gente di campagna si odia", per esempio, dalla seconda parte di "On Mr. Wordsworth's Excursion" ("Sull'escursione di Mr. Wordsworth"). Egli intreccia citazioni dalla letteratura vecchie e nuove, che aiutano a far comprendere i suoi concetti. Come alcuni critici hanno osservato, usa le citazioni come espediente meglio di chiunque altro, tuttavia fin troppo spesso prende quelle sbagliate. In uno dei suoi saggi su Wordsworth cita erroneamente lo stesso poeta:
Benché nulla possa riportare l'ora
Della gloria nell'erba, dello splendore nel fiore...
(Vedi "Ode: Intimations of Immortality from Recollections of Early Childhood" ["Ode: Presagi di immortalità dai ricordi della prima infanzia"] di Wordsworth.)
Benché Hazlitt stesse ancora seguendo il modello dei più anziani saggisti periodici, queste arguzie, insieme alle sue acute intuizioni sociali e psicologiche, cominciarono qui a fondersi in uno stile molto personale.

### Successo — e problemi
In questo periodo, lo stato del matrimonio di Hazlitt continuò la sua spirale verso il basso; stava scrivendo furiosamente per vari periodici per far quadrare il bilancio; aspettando finora invano che la raccolta The Round Table fosse pubblicata come libro (il che accade finalmente nel 1817); soffrendo attacchi di malattia; e facendosi nemici con le sue velenose diatribe politiche. Trovò sollievo in un cambiamento di rotta, spostando il focus della sua attività critica dalla recitazione dei drammi di Shakespeare alla loro sostanza. Il risultato fu Characters of Shakespear's Plays ("Personaggi dei drammi di Shakespeare", 1817), una collezione di saggi critici sul dramma di William Shakespeare.
Il suo approccio era qualcosa di nuovo. Vi erano state critiche di Shakespeare prima, ma o non erano complete o non erano dirette al pubblico generale dei lettori. Come si espresse Ralph Wardle, prima che Hazlitt scrivesse questo libro, "nessuno aveva mai tentato uno studio completo di tutto Shakespeare, dramma per dramma, che i lettori potessero leggere e rileggere con piacere come una guida alla loro comprensione e al loro apprezzamento". Talvolta organizzati in modo approssimativo, e perfino sconclusionato, gli studi offrono apprezzamenti personali dei drammi che sono spudoratamente entusiastici. Hazlitt non presenta un resoconto misurato dei punti di forza e di debolezza dei drammi, come faceva il Dr. Johnson, né li vede in termini di una teoria "mistica", come Hazlitt pensava che facesse il suo contemporaneo A.W. Schlegel (sebbene anch'egli approvi molti dei giudizi di Schlegel e lo citi liberamente). Senza scuse, egli si rivolge ai suoi lettori come compagni nell'amore per Shakespeare e condivide con loro le bellezze di quelli che egli riteneva i più bei brani delle opere da lui più amate.
I lettori vi si appassionarono, la prima edizione andando esaurita in sei settimane. L'opera ricevette altresì recensioni favorevoli, non solo da Leigh Hunt, un amico intimo che potrebbe essere sembrato di parte, ma da Francis Jeffrey, il direttore de The Edinburgh Review, una considerazione che Hazlitt apprezzò grandemente. (Hazlitt aveva scritto per quel trimestrale, aveva scambiato corrispondenza d'affari Jeffrey e lo teneva in grande rispetto, ma i due non si erano mai incontrati e non erano in alcun senso amici personali.) Jeffrey vedeva il libro non come uno studio erudito dei drammi di Shakespeare, ma piuttosto come un affettuoso apprezzamento degli stessi, e per giunta perspicace ed eloquente, "un libro di considerevole originalità e genio".
Guardando ora alla prospettiva di non avere più debiti, e godendo dell'acclamazione critica e popolare, Hazlitt poté rilassarsi un po' e crogiolarsi alla luce della crescente fama.
Nel frattempo, tuttavia, la reputazione di Hazlitt nei circoli letterari si era macchiata, apparentemente per le voci di ritorsione diffuse da persone quali Wordsworth e Coleridge, che egli aveva continuato a criticare apertamente per le loro manchevolezze personali in contrasto con le loro realizzazioni effettive o potenziali. E il peggio doveva arrivare.
Ma Hazlitt trovò presto una nuova fonte di soddisfazione, insieme alla fuga dalle sue sventure finanziarie, in un ritorno alla sala conferenze. Agli inizi del 1818  tenne una serie di conversazioni sui "Poeti inglesi", da Chaucer ai suoi giorni. La sua presentazione era incostante come qualità, ma in definitiva le conferenze furono giudicate un successo. Nel fare i preparativi per le conferenze, incontrò anche Peter George Patmore, segretario della Surrey Institution, dove erano presentate le conferenze, il quale diventò presto amico e confidente di Hazlitt nel periodo più agitato della vita di quest'ultimo.
Le conferenze della Surrey Institution furono stampate sotto forma di libro, seguite da una raccolta delle sue critiche drammatiche, A View of the English Stage (Una visione del palcoscenico inglese), e dalla seconda edizione di Characters of Shakespear's Plays. La carriera di Hazlitt come conferenziere guadagnò un certo slancio, e la sua crescente popolarità gli permise di far pubblicare anche una raccolta dei suoi scritti politici, Political Essays, with Sketches of Public Characters (Saggi politici, con abbozzi di personaggi pubblici). Seguirono presto le conferenze sugli "Scrittori comici inglesi", e anche queste furono pubblicate sotto forma di libro. Dopo di esse vennero le conferenze sui drammaturghi che furono contemporanei di Shakespeare, pubblicate come Lectures on the Dramatic Literature of the Age of Elizabeth (Conferenze sulla letteratura drammatica dell'età di Elisabetta). Quest'ultimo libro non andò bene come le conferenze, ma furono recensite entusiasticamente dopo la pubblicazione.
Altri problemi stavano montando, tuttavia. Hazlitt fu attaccato brutalmente in The Quarterly Review e Blackwood's Magazine, riviste di orientamento Tory. Un articolo di Blackwood's lo derideva come "Hazlitt lo sbarbatello", lo accusava di ignoranza, disonestà e oscenità, e includeva vaghe minacce fisiche. Benché Hazlitt fosse scosso da questi attacchi, cercò assistenza legale e fece causa. La causa contro Blackwood's fu infine composta in via stragiudiziale in suo favore. Gli attacchi però non cessarono interamente. Il Quarterly Review pubblicò una recensione delle conferenze pubblicate di Hazlitt in cui egli era bollato come ignorante e la sua scrittura come incomprensibile. Questi furiosi attacchi partigiani suscitarono risposte vivaci. Una, diversamente da una precedente risposta all'attacco del Blackwood's che non vide mai la luce,  fu pubblicata, come A Letter to William Gifford, Esq. (Una lettera al Sig. William Gifford, 1819; Gifford era il direttore del Quarterly). (Tra le altre cose, questo pamphlet era notevole per l'uso da parte di Hazlitt del termine "ultracrepidarian", che potrebbe aver coniato proprio lui.) In questo pamphlet Hazlitt presentò quella che equivaleva a un'apologia della sua vita e del suo lavoro fino ad allora e mostrò di essere ben capace di difendersi. Gli aggressori di Hazlitt avevano però fatto il loro danno. Oltre a esserne personalmente scosso, egli trovò più difficile far pubblicare le sue opere, e ancora una volta dovette lottare per trovare il modo di mantenersi.

### Solitudine e infatuazione
La sua attività di conferenziere in particolare aveva procurato a Hazlitt un piccolo gruppo di ammiratori. Il più noto oggi è il poeta John Keats, ma ce n'erano altri, come il diarista e cronista Henry Crabb Robinson e la romanziera Mary Russell Mitford. Ma le voci che erano state diffuse demonizzandolo, insieme alle diffamazioni della stampa Tory, non solo ferirono il suo orgoglio, ma ostacolarono seriamente la sua capacità di guadagnarsi da vivere. Anche il reddito delle sue conferenze si era rivelato insufficiente per tenerlo a galla.
I suoi pensieri vagavano verso la cupezza e la misantropia. Il suo umore non era migliorato dal fatto che ormai non c'era alcuna pretesa di mantenere le apparenze: il suo matrimonio era fallito. Anni prima si era rassegnato alla mancanza d'amore fra lui e Sarah. Visitava prostitute e mostrava inclinazioni amorose più idealizzate verso un numero di donne i cui nomi sono perduti per la storia. Ora nel 1819, non era in grado di pagare l'affitto delle loro stanze al 19 di York Street e la sua famiglia fu sfrattata. Quella fu l'ultima goccia per Sarah, che si trasferì in albergo con il loro figlio e ruppe definitivamente con Hazlitt, costringendolo a trovarsi un proprio alloggio. Vedeva qualche volta suo figlio e perfino sua moglie, con la quale rimase in buoni rapporti, ma erano effettivamente separati.
Per lunghi periodi, per trovare conforto e potersi concentrare sulla sua scrittura, si ritirò frequentemente in campagna, alloggiando a "The Hut", una locanda a Winterslow, vicino alla quale sua moglie aveva alcune proprietà (aveva cominciato ad amare quella zona di campagna all'inizio del suo matrimonio). Si recluse come un eremita e ritornò a scrivere per alcuni periodici, compreso il London Magazine recentemente rifondato (1820), per il quale scrisse critiche di drammi e saggi di varia natura.

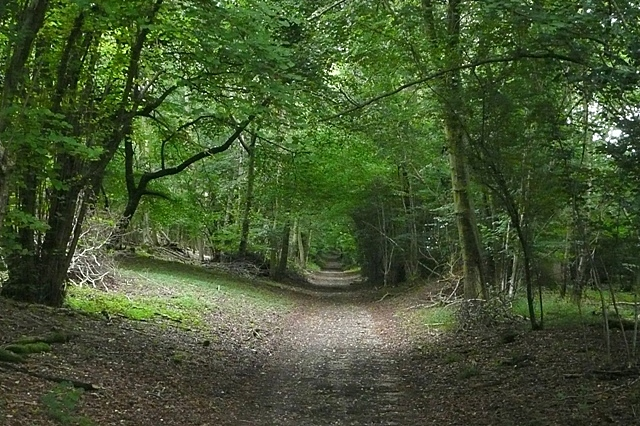
Strada romana verso Winterslow.

Un'idea che diede particolarmente frutto fu quella di una serie di articoli chiamata "Table-Talk" ("Conversazioni a tavola"). (Molti furono scritti espressamente per l'inserimento nel libro omonimo,Table-Talk; or, Original Essays (Conversazioni a tavola; o, Saggi originali), che apparve in diverse edizioni e forme negli anni successivi). Questi erano saggi nello "stile familiare" del tipo che si era iniziato con Montaigne due secoli prima, e che era grandemente ammirato da Hazlitt. Qui egli portò la sua scrittura saggistica molto più vicino al modello del "saggio familiare" distinto dal saggio periodico del Settecento. L'"io" personale era ora sostituito dal "noi" editoriale. In una prefazione a una edizione posteriore del libro, Hazlitt spiegò che piuttosto che essere eruditi e precisi, questi saggi tentavano di combinare "il letterario e il conversazionale". Come in una conversazione tra amici, la discussione si allargava spesso ad argomenti legati solo in maniera generica al tema principale, "ma che spesso gettavano una luce curiosa e sorprendente su di esso, o sulla vita umana in generale".
Benché i saggi fossero strutturati nella maniera rilassata di conversazioni tenute a tavola, questo era un periodo in cui Hazlitt si ritirava frequentemente in isolamento a Winterslow. La sua motivazione è spiegata in uno dei saggi di Table-Talk, "On Living to One's-Self" ("Sul vivere per conto proprio", gennaio 1821), come il non volersi ritirare completamente ma piuttosto diventare un invisibile osservatore della società. Anche qui e altrove nella serie egli intesse materiale personale in riflessioni più generali sulla vita, introducendo frequentemente lunghi ricordi dei giorni felici dei suoi anni come pittore apprendista (come in "On the Pleasure of Painting" ("Sul piacere di dipingere"), scritto nel dicembre 1820) come pure altri piacevoli ricordi dei primi anni, "ore ... consacrate al silenzio e alla meditazione, da custodire gelosamente nella memoria, e ad alimentare da allora in poi la fonte di pensieri sorridenti" ("On Going a Journey" ("Sull'andare in viaggio"), scritto nel gennaio 1822).
In questi anni Hazlitt dovette anche trascorrere del tempo a Londra. In un altro violento contrasto, una pensione londinese fu il palco sul quale doveva recitarsi la peggiore crisi della sua vita.
Nell'agosto 1820, affittò un paio di stanze al 9 di Southampton Buildings a Londra da un sarto di nome Micaiah Walker. Sarah, la diciannovenne figlia di Walker, che aiutava nella gestione della casa, era solita portare la colazione al nuovo inquilino. Immediatamente, Hazlitt si infatuò di Miss Walker, di oltre 22 anni più giovane di lui. Le sue brevi conversazioni con la Walker lo rallegravano e alleviavano la solitudine che provava a causa del suo fallito matrimonio. Egli sognava di sposare Sarah Walker, ma ciò avrebbe richiesto un divorzio da Sarah Hazlitt - faccenda per niente facile. Finalmente, sua moglie acconsentì a concedergli un divorzio scozzese, che gli avrebbe consentito di risposarsi (come invece non avrebbe potuto fare se avesse divorziato in Inghilterra).
Sarah Walker era, come potevano vedere alcuni degli amici di Hazlitt, una ragazza piuttosto ordinaria. Aveva aspirazioni di elevarsi, e un famoso autore le sembrava un degno partito. Ma ella non capì mai veramente Hazlitt; nella sua relativa giovinezza, apparentemente non sapeva molto bene neanche che cosa volesse lei stessa. Quando capitò un altro inquilino di nome Tomkins, cominciò un coinvolgimento romantico anche con lui, portando ciascuno dei suoi pretendenti a credere di essere l'unico oggetto del suo affetto. Con parole vaghe, evitava di impegnarsi in modo definitivo finché non avrebbe potuto decidere chi le piacesse di più o fosse il partito più vantaggioso.
Finalmente, Hazlitt scoprì la verità su Tomkins, e da allora in poi la sua gelosia e i suoi sospetti sul reale carattere di Sarah Walker non gli concessero pace. Per mesi, durante i preparativi per il divorzio e mentre tentava di guadagnarsi da vivere, si alternò tra rabbia e disperazione, da un lato, e il confortante ma irrealistico pensiero che Sarah fosse davvero "una brava ragazza" e che alla fine lo avrebbe accettato. Il divorzio fu finalizzato il 17 luglio 1822, e Hazlitt ritornò a Londra per vedere la sua amata - solo per trovarla fredda e restia. Divennero allora coinvolti in rabbiosi alterchi di gelosia e recriminazione. E tutto finì, benché Hazlitt per qualche tempo non riuscisse a convincersene. La sua mente quasi crollò. Al suo punto emotivo più basso, contemplò il suicidio.
Fu con qualche difficoltà che alla fine recuperò il suo equilibrio. Al fine di accertare la vera indole di Sarah, persuase un conoscente a prendere alloggio nel palazzo dei Walker a tentare di sedurre Sarah. L'amico di Hazlitt riferì che il tentativo sembrava stesse per avere successo, ma la ragazza gli aveva impedito di prendersi l'ultima libertà. Il suo comportamento era lo stesso che era stato con parecchi altri inquilini maschi, non soltanto Hazlitt, che ora concluse di aver avuto a che fare, anziché con un "angelo", con una "impudente puttana", una comune "esca per una pensione". Alla fine, benché Hazlitt non potesse saperlo, ella ebbe un figlio da Tomkins e si trasferì in una nuova casa con lui.
Riversando il suo racconto di sventure su chiunque gli capitasse di incontrare (inclusi i suoi amici Peter George Patmore e James Sheridan Knowles), riuscì a trovare uno sfogo catartico per la sua infelicità. Ma la catarsi gli venne anche dal riportare la storia del suo amore in un racconto immaginario a malapena celato, pubblicato anonimamente nel maggio 1823 come Liber Amoris; or, The New Pygmalion (Liber Amoris; o, Il nuovo Pigmalione). (Erano presenti abbastanza indizi cosicché l'identità dello scrittore non rimase nascosta a lungo.) I critici si sono divisi riguardo ai meriti letterari di Liber Amoris, che è alquanto dissimile da qualsiasi altra cosa mai scritta da Hazlitt. Wardle suggerisce che fosse affascinante ma guastato da insulso sentimentalismo, e propone anche che Hazlitt potrebbe perfino aver anticipato alcuni degli esperimenti di cronologia fatti da romanzieri successivi.
Apparvero una o due recensioni positive, come quella nel Globe, 7 giugno 1823: "Il Liber Amoris è unico nella lingua inglese; e in quanto, probabilmente, il primo libro nel suo fervore, nella sua veemenza e nella sua incauta esposizione di passione e di debolezza - di sentimenti e di sensazioni che la razza comune dell'umanità cerca in modo assai meticoloso di celare - che esibisce una porzione delle caratteristiche più distintive di Rousseau, dovrebbe essere universalmente lodato".
Tuttavia, ci furono poche recensioni positive di questo tenore, e quali che fossero i suoi meriti ultimi, Liber Amoris fornì ampie munizioni ai detrattori di Hazlitt, e perfino alcuni dei suoi amici più intimi furono scandalizzati. Per mesi non ebbe neanche contatti con i Lamb. E il severo Robinson trovò il libro "disgustoso", "nauseante e rivoltante", "basso e volgare e tedioso e molto offensivo", ritenendo che "si dovrebbe escludere l'autore da tutta la società per bene". Come sempre, la pace dello spirito si rivelava sfuggente per William Hazlitt.

### Il filosofo, di nuovo
Com'era prevedibile, c'erano momenti in questo periodo turbolento in cui Hazlitt non riusciva a concentrarsi sul suo lavoro. Ma spesso, come nel suo isolamento autoimposto a Winterslow, era in grado di raggiungere un "distacco filosofico", e continuava a produrre saggi di notevole varietà e merito letterario, la maggior parte dei quali componevano i due volumi di Table-Talk. (Numerosi furono risparmiati per la successiva pubblicazione in The Plain Speaker nel 1826, mentre altri rimasero non raccolti.)
Alcuni di questi saggi erano in gran parte retrospettive sulla vita stessa dell'autore ("On Reading Old Books" ("Sul leggere i vecchi libri") [1821], ad esempio, insieme ad altri menzionati sopra). In altri, invita i suoi lettori a unirsi a lui nello scrutare lo spettacolo della follia e della perversità umana ("On Will-making" ("Sul fare testamento") [1821], oppure "On Great and Little Things" ("Sulle grandi e sulle piccole cose") [1821], ad esempio). A volte egli indaga i sottili meccanismi della mente individuale (come in "On Dreams" ("Sui sogni") [1823]); o ci invita a ridere delle innocue eccentricità della natura umana ("On People with One Idea" ("Sulle persone con una sola idea") [1821]).
Altri saggi portano in prospettiva la portata e le limitazioni della mente, misurate rispetto alla vastità dell'universo e all'ampiezza della storia umana ("Why Distant Objects Please" ("Perché gli oggetti lontani piacciono") [1821/2] e "On Antiquity" ("Sull'antichità") [1821] sono solo due di molti). Parecchi altri esaminano i costumi e la morale dell'epoca (come "On Vulgarity and Affectation" ("Sulla volgarità e sull'affettazione"), "On Patronage and Puffing" ("Sulla protezione e sull'incensamento") e "On Corporate Bodies" ("Sugli organismi societari") [tutti 1821]).
Molti di questi saggi di "Table-Talk" mostrano l'interesse di Hazlitt per il genio e la creatività artistica. Ci sono esempi specifici di critica letteraria o artistica (ad esempio "On a Landscape of Nicholas Poussin" ("Su un paesaggio di Nicholas Poussin") [1821] e "On Milton's Sonnets" ("Sui sonetti di Milton") [1822]) ma anche numerose indagini sulla psicologia della creatività e del genio ("On Genius and Common Sense" ("Sul genio e sul senso comune") [1821], "Whether Genius Is Conscious of Its Powers" ("Se il genio è conscio dei suoi poteri") [1823], e altri). Nella sua maniera di esplorare un'idea per antitesi (ad esempio, "On the Past and the Future" ("Sul passato e sul futuro") [1821], "On the Picturesque and Ideal" ("Sul pittoresco e sull'ideale") [1821]), mette le massime conquiste dell'abilità meccanica umana in contrasto con la natura della creatività artistica in "The Indian Jugglers" ("I giocolieri indiani") [1821].
La fascinazione di Hazlitt per gli estremi della capacità umana in qualsiasi campo lo condussero a scrivere "The Fight" ("La lotta", pubblicato in New Monthly Magazine del febbraio 1822). Questo saggio non apparve mai nella serie di Table-Talk o da qualsiasi altra parte durante la vita dell'autore. Un resoconto diretto, personale della lotta per una preda, fu controverso ai suoi tempi in quanto dipingeva un argomento troppo "basso". Scritto in un momento cupo della sua vita - il divorzio di Hazlitt era incombente, ed egli era tutt'altro che sicuro di essere in grado di sposare Sarah Walker - l'articolo mostra appena una traccia della sua agonia. Ben diversamente da qualsiasi altro saggio di Hazlitt, si rivelò essere uno di quelli suoi più popolari e fu frequentemente ristampato dopo la sua morte.
Un altro articolo scritto in questo periodo, "On the Pleasure of Hating" ("Sul piacere di odiare", 1823; incluso in The Plain Speaker), è un puro sfogo di bile, un distillato di tutta l'amarezza della sua vita fino a quel momento. Esso conclude, "...Non ho ragione per odiare e disprezzare me stesso? Sì davvero; e principalmente per non avere odiato e disprezzato abbastanza il mondo".
Non solo i saggi di "Table-Talk" mostrano davvero frequentemente "penetranti intuizioni sulla natura umana", essi a volte si riflettono sul veicolo di quelle intuizioni e della critica letteraria e artistica che costituiscono alcuni dei saggi. "On Criticism" ("Sulla critica", 1821) scava a fondo nella storia e nei fini della critica stessa; e "On Familiar Style" ("Sullo stile familiare", 1821 o 1822) esplora di riflesso in una certa misura i principi dietro la propria composizione, insieme a quella di altri saggi di questo tipo di Hazlitt e di alcuni dei suoi contemporanei, come Lamb e Cobbett.
In Table-Talk, Hazlitt aveva trovato il formato più congeniale per questi pensieri e osservazioni. Un ampio panorama dei trionfi e delle follie dell'umanità, un'esplorazione delle arguzie della mente, della nobiltà ma più spesso della mediocrità e della pura malevolenza della natura umana, la collezione fu unita da una rete di pensiero in sé coerente, una matassa di idee intrecciate da una vita di ragionamenti ravvicinati sulla vita, sull'arte e sulla letteratura. Egli illustrava la sua posizione con immagini brillanti e analogie pungenti, tra le quali erano intrecciate concise citazioni tratte dalla storia della letteratura inglese, primariamente i poeti, da Chaucer ai suoi contemporanei Wordsworth, Byron e Keats. Più spesso, citava il suo adorato Shakespeare e in misura minore Milton. Come spiegava in "On Familiar Style", egli lottava per tentare di adattare le parole esatte alle cose che voleva esprimere e spesso ci riusciva - in un modo che avrebbe fatto comprendere ciò che intendeva a qualsiasi persona che sapesse leggere di una qualche educazione e intelligenza.
Questi saggi erano alquanto diversi da qualsiasi cosa mai fatta prima. Essi attrassero una certa ammirazione durante la vita di Hazlitt, ma fu soltanto molto tempo dopo la sua morte che la loro reputazione raggiunse la piena statura, sempre più spesso considerati tra i migliori saggi mai scritti in inglese. Quasi due secoli dopo che furono scritti, ad esempio, il biografo Stanley Jones ritenne che Table-Talk e The Plain Speaker di Hazlitt insieme costituissero "la più importante opera della sua vita", e il critico David Bromwich definì molti di questi saggi "più perspicaci, originali e sagaci di qualsiasi altro nella lingua".
Nel 1823 Hazlitt pubblicò anonimamente anche Characteristics: In the Manner of Rochefoucault's Maxims (Caratteristiche: alla maniera delle Massime di Rochefoucault), una raccolta di aforismi modellati esplicitamente, come notava Hazlitt nella sua prefazione, sulle Maximes (1665-1693) del Duca de La Rochefoucauld. Mai completamente ciniche come quelle di La Rochefoucauld, molte, tuttavia, riflettono il suo atteggiamento di disillusione in questa fase della sua vita. Soprattutto, queste 434 massime portavano all'estremo il suo metodo di argomentare per paradossi e acuti contrasti. Ad esempio, massima "CCCCXXVIII":

Ci sono persone che non riescono mai, essendo troppo indolenti per intraprendere qualsiasi cosa; e altri che falliscono regolarmente, perché nell'istante in cui trovano il successo in loro potere, diventano indifferenti, e abbandonano il tentativo.

Ma a esse mancava anche il beneficio dell'ampio ragionamento e del lucido immaginario di Hazlitt, e non furono mai incluse tra le sue più grandi opere.

### Guarigione e secondo matrimonio
All'inizio del 1824, sfinito per la passione frustrata e per i velenosi attacchi alla sua persona in seguito a Liber Amoris, Hazlitt stava cominciando a recuperare il suo equilibrio. A corto di denaro come sempre, continuò a scrivere per vari periodici, compreso The Edinburgh Review. A The New Monthly Magazine fornì altri saggi alla maniera di "Table-Talk", e produsse alcuni articoli di critica artistica, pubblicati in quell'anno come Sketches of the Principal Picture Galleries of England (Abbozzi delle principali pinacoteche d'Inghilterra).
Trovò anche sollievo, finalmente, dall'imbroglio di Sarah Walker. Nel 1823, Hazlitt aveva incontrato Isabella Bridgwater (nata Shaw), che lo sposò a marzo o aprile 1824, di necessità in Scozia, poiché il divorzio di Hazlitt non era riconosciuto in Inghilterra. Poco si sa di questa vedova scozzese di nascita di un piantatore delle Indie Occidentali, o della sua interazione con Hazlitt. Ella potrebbe essere stata attratta dall'idea di sposare un famoso autore. Per Hazlitt, ella offriva una fuga dalla solitudine e in una certa misura dalle preoccupazioni finanziarie, in quanto ella possedeva un reddito indipendente. L'intesa sembra aver avuto un forte elemento di convenienza per entrambi. Certamente Hazlitt da nessuna parte nei suoi scritti suggerisce che questo matrimonio fosse l'unione d'amore che aveva cercato, né menziona affatto la sua nuova moglie.
In ogni caso, l'unione diede ai due l'opportunità di viaggiare. Per prima cosa, fecero il giro di parti della Scozia, poi, più tardi nel 1824, cominciarono un giro europeo che durò oltre un anno.

### The Spirit of the Age
Prima che Hazlitt e la sua nuova sposa partissero per il continente, tra la miscellanea di saggi di quell'anno, egli ne presentò uno al New Monthly su "Jeremy Bentham", il primo di una serie intitolata "Spirits of the Age" ("Spiriti del tempo"). Parecchi altri del genere seguirono nei mesi successivi, almeno uno nell'Examiner. Insieme ad alcuni scritti di recente e a uno tratto dalla serie di "Table-Talk", i saggi furono raccolti in forma di libro nel 1825 come The Spirit of the Age: Or, Contemporary Portraits (Lo spirito del tempo: o, ritratti contemporanei).
Questi profili di venticinque uomini, eminenti o comunque notevoli come caratteristici del tempo, vennero facilmente a Hazlitt. Nei suoi giorni di cronista politico ne aveva osservati molti a distanza ravvicinata. Altri li conosceva personalmente, e per anni la loro filosofia o poesia era stata l'oggetto dei suoi pensieri e conferenze.
C'erano filosofi, riformatori sociali, poeti, politici e alcuni che non ricadono nettamente in nessuna di categorie. Bentham, Godwin e Malthus, Wordsworth, Coleridge e Byron erano alcuni dei più eminenti scrittori; Wilberforce e Canning erano di spicco nell'arena politica; e alcuni che erano difficili da classificare, come il Rev. Edward Irving, il predicatore, William Gifford, il satirico e critico, e Horne Tooke, recentemente deceduto, avvocato, politico, grammatico e uomo di spirito.
Molti dei profili presentavano i loro soggetti come si vedevano nella vita quotidiana. Vediamo, ad esempio, Bentham "che fa un giretto nel suo giardino" con un ospite, che sposa i suoi piani per "un codice di leggi 'per qualche isola nella distesa d'acqua'", o che suona l'organo come sollievo dalle incessanti meditazioni su vasti progetti per migliorare il fato dell'umanità. Come vicino di Bentham per alcuni anni, Hazlitt aveva avuto buone opportunità di osservare di prima mano il riformatore e filosofo.
Aveva già dedicato anni a ponderare gran parte del pensiero sposato da parecchie di queste figure. Totalmente immerso nella controversia malthusiana, ad esempio, Hazlitt aveva pubblicato A Reply to the Essay on Population (Una risposta al saggio sulla popolazione) già nel 1807, e il saggio su Malthus è un distillato delle prime critiche di Hazlitt.
Dove lo reputa appropriato, Hazlitt mette insieme i suoi soggetti a coppie, facendoli risaltare uno contro l'altro. Così qui mette in evidenza che, con tutte le limitazioni del ragionamento di Godwin, come esposto in quel saggio, Malthus ne esce peggio: "Niente... potrebbe essere più illogico... dell'insieme del ragionamento di Mr. Malthus applicato come risposta... al libro di Mr. Godwin". Estremamente offensiva per Hazlitt era l'applicazione del "'vangelo' di Mr. Malthus", grandemente influente al tempo. Molti in posizioni di potere avevano usato la teoria di Malthus per negare aiuto ai poveri in nome del bene pubblico, per impedire loro di propagare la specie oltre i mezzi per sostentarla; mentre ai ricchi non venivano imposti vincoli di sorta.
Eppure, ammorbidendo le asprezze della sua critica, Hazlitt completa il suo profilo concedendo che "lo stile di Mr. Malthus è corretto ed elegante; il suo tono di controversia mite e signorile; e la cura con la quale ha messo insieme i suoi fatti e documenti, merita il più alto elogio".
I suoi ritratti di politici Tory quali Lord Eldon sono implacabili, come ci si poteva aspettare. Ma altrove le sue caratterizzazioni sono più equilibrate, più pacate, di resoconti simili degli anni passati. In particolare, ci sono ritratti di Wordsworth, Coleridge e Southey, che sono, in una certa misura, essenze dei suoi precedenti pensieri su questi poeti - e quei pensieri erano stati copiosi. In precedenza aveva diretto alcuni dei suoi attacchi più al vetriolo contro di loro per aver sostituito le idee umanistiche e rivoluzionarie dei loro primi anni con il fedele sostegno del sistema. Ora cambia direzione per qualificare le sue precedenti valutazioni.
In "Mr. Wordsworth", ad esempio, Hazlitt nota che "si è detto di Mr. Wordsworth, che 'odia la conchiliologia, che odia la Venere dei Medici.'..." (le parole di Hazlitt in un articolo di qualche anno prima). Scusandosi indirettamente per la sua precedente invettiva, Hazlitt introduce qui un elenco di scrittori e artisti, quali Milton e Poussin, per i quali Wordsworth mostrava effettivamente apprezzamento.
Coleridge, che Hazlitt aveva un tempo idolatrato, riceve speciale attenzione, ma, di nuovo, con un tentativo di moderare precedenti critiche. In un momento precedente Hazlitt aveva liquidato la maggior parte della prosa di Coleridge come "tedioso ciarpame". Gran parte de The Friend (L'amico) era "sofisticheria". Lo Statesman's Manual (Manuale dello statista) non doveva essere letto "con alcuna pazienza". A Lay Sermon (Un sermone laico) bastava a "far fare la figura dello stupido... a qualsiasi uomo". Per aver tradito i loro precedenti principi liberali, sia Coleridge sia Southey erano "fratelli giurati nella stessa causa della retta apostasia".
Ora, di nuovo, l'asprezza è ammorbidita, e l'attenzione si sposta sugli attributi positivi di Coleridge. Uno degli uomini più eruditi e geniali dell'epoca, Coleridge può non essere il suo più grande scrittore, ma è il suo "più impressionante conversatore". Perfino la sua "apostasia" è in qualche modo scusata notando che in tempi recenti, quando "il Genio ha sbarrato la strada alla Legittimità... ha dovuto essere... schiacciato", portando malauguratamente ma comprensibilmente molti ex liberali a proteggersi schierandosi con i poteri costituiti.
Southey, il cui voltafaccia politico fu più sfacciato di quello degli altri, riceve ancora una buona dose di critiche mordaci: "Non la verità, ma l'opinione di sé è il principio dominante della mente di Mr. Southey". Tuttavia Hazlitt si dà la pena di esprimere ammirazione dove può. Ad esempio, "Lo stile della prosa di Mr. Southey potrebbe essere a malapena troppo lodato", e "In tutte le relazioni e le attività benefiche della vita privata, egli è corretto, esemplare, generoso, giusto".
Hazlitt mette a confronto Scott e Byron; mette allo spiedo la sua nemesi Gifford; loda - non senza il suo abituale biasimo - Jeffrey; e continua a ritrarre, in un modo o nell'altro, personaggi eminenti come Mackintosh, Brougham, Canning e Wilberforce.
Il suo elogio del poeta Thomas Campbell è stato citato come un caso emblematico in cui il giudizio critico di Hazlitt si rivelò sbagliato. Hazlitt può nascondere a malapena il suo entusiasmo per poesie quali Gertrude of Wyoming, ma né le poesie né il giudizio di Hazlitt su di esse hanno resistito alla prova del tempo. I suoi amici Hunt e Lamb ottengono più breve spazio, e - Hazlitt non fu mai tipo da usare giri di parole - in mezzo al loro elogio compare anche qualche rimprovero relativamente cortese. Fa un'apparizione un solo autore statunitense, Washington Irving, sotto il suo nome d'arte di Geoffrey Crayon.
In questa maniera venticinque profili di personaggi si combinano per "formare un vivace panorama dell'epoca". Attraverso tutto ciò, l'autore riflette sullo Spirito del Tempo nel suo complesso, osservando, ad esempio, che "Il presente è un'epoca di conversatori, e non di realizzatori; e la ragione è che il mondo sta invecchiando. Siamo così tanto avanzati nelle Arti e nelle Scienze, che viviamo in retrospettiva, e idolatriamo le conquiste passate".
Alcuni critici hanno reputato i saggi in The Spirit of the Age estremamente diseguali come qualità e messi insieme alquanto frettolosamente, nel migliore dei casi "una serie di profili perspicaci ma disparati e impressionistici di famosi contemporanei". Si è anche notato, tuttavia, che il libro è più di una mera galleria di ritratti. Un modello di idee li lega insieme. Nessuna tesi è apertamente dichiarata, ma alcuni pensieri sono sviluppati in modo coerente in tutte le parti.
Roy Park ha notato in particolare la critica di Hazlitt dell'astrazione eccessiva come una notevole pecca nella filosofia e nella poesia dominanti del periodo. ("Astrazione", in questo caso, potrebbe essere quella della religione o del misticismo come pure della scienza.) Questa è la ragione, secondo Hazlitt, per la quale né Coleridge, né Wordsworth, né Byron poterono scrivere drammi efficaci. Più rappresentativa dello spirito più raffinato del tempo fu la poesia che si rivolgeva all'interno, focalizzandosi sulle percezioni individuali, proiezioni delle sensibilità dei poeti. La più grande di questo tipo di poesia fu quella di Wordsworth, e ciò ebbe più successo di qualsiasi scrittura contemporanea.
Anche se occorse un secolo e mezzo perché molte delle virtù del libro fossero comprese, se ne riconobbero abbastanza al tempo da rendere il libro uno dei maggiori successi di Hazlitt. Prevedibilmente la rivista Tory Blackwood's Magazine lamentò che la gogna fosse caduta in disuso e si domandò quale "pena adeguata e appropriata vi sia che possiamo infliggere a questo fanatico ignobile individuo". Ma la maggioranza dei recensori furono entusiasti. Per esempio, l'Eclectic Review si meravigliava della sua abilità di "descrivere una rassomiglianza con pochi tocchi da artista" e The Gentleman's Magazine, con qualche riserva, trovava il suo stile "profondamente impregnato dallo spiritio dei maestri della nostra lingua, e rafforzato da una ricca di infusione di minerale aurifero...".

### Viaggio europeo
Il 1º settembre 1824, Hazlitt e sua moglie cominciarono un viaggio nel continente europeo, attraversando il Canale della Manica in piroscafo da Brighton a Dieppe e procedendo da lì in carrozza e a volte a piedi fino a Parigi e Lione, attraversando le Alpi in Savoia, continuando poi attraverso l'Italia per Firenze e Roma, il punto più settentrionale del loro itinerario. Attraversando gli Appennini, viaggiarono fino a Venezia, Verona e Milano, poi in Svizzera a Vevey e Ginevra. Infine ritornarono attraverso la Germania, i Paesi Bassi, il Belgio e di nuovo la Francia, arrivando a Dover (Inghilterra), il 16 ottobre 1825.
Ci furono due soste prolungate in questa escursione: Parigi, dove gli Hazlitt rimasero per tre mesi; e Vevey, Svizzera, dove affittarono uno spazio in una casa colonica per tre mesi. Durante queste lunghe pause, Hazlitt portò a termine alcuni scritti, presentando soprattutto un resoconto del suo viaggio in varie puntate a The Morning Chronicle, che contribuì a pagare il viaggio stesso. Questi articoli furono in seguito raccolti e pubblicati sotto forma di libro nel 1826 come Notes of a Journey through France and Italy (Note su un viaggio attraverso la Francia e l'Italia; malgrado il titolo, c'è molto anche sugli altri paesi che visitò, in particolare la Svizzera).
Questo viaggio fu una fuga per un periodo da tutti i conflitti, le reazioni amare alle sue critiche franche e agli attacchi alle sue pubblicazioni in Inghilterra. E, malgrado, episodi di malattia, come pure i disagi dei viaggi in carrozza e la disonestà di alcuni albergatori e conducenti di carrozze, Hazlitt riuscì a divertirsi. Reagì alla vista di Parigi come un bambino che entrasse in un luogo da favola: "L'avvicinamento alla capitale dalla parte di St. Germain è una successione continua di imponente bellezza e artificiale splendore, di boschetti, di viali, di ponti, di palazzi, e di città come palazzi, per tutto il tragitto fino Parigi, dove la vista delle Tuileries completa il trionfo della magnificenza esteriore..."
Rimase con sua moglie a Parigi per più di tre mesi, esplorando avidamente i musei, frequentando i teatri, vagando per le strade e mescolandosi con la gente. Fu particolarmente contento di poter ritornare al Louvre e di rivisitare i capolavori che aveva adorato vent'anni prima, registrando per tutti i suoi lettori tutte le sue rinnovate impressioni delle tele di Guido, Poussin e Tiziano, tra gli altri.
Fu anche lieto di conoscere e diventare amico di Henri Beyle, ora meglio noto con il suo nom de plume di Stendhal, che aveva scoperto di amare molte cose negli scritti di Hazlitt, come Hazlitt nei suoi.
Infine egli e sua moglie ripresero il viaggio verso l'Italia. Mentre avanzavano lentamente in quei giorni anteriori ai viaggi in ferrovia (quando in una certa fase occorreva quasi una settimana per coprire meno di duecento miglia), Hazlitt registrò una cronaca in diretta dei punti panoramici d'interesse. Sulla strada tra Firenze e Roma, ad esempio,

Verso la fine del primo giorno di viaggio ... abbiamo avuto una splendida veduta della campagna che dovevamo attraversare, che giaceva distesa ai nostri piedi a un'immensa distanza, mentre scendevamo nella cittadina di Pozzo Borgo. Profonde valli si inclinavano su ciascun lato intorno a noi, dalle quali occasionalmente saliva a spirali il fumo delle capanne: i rami di una betulla sporgente o una vicina rovina davano sollievo al grigio, nebbioso paesaggio, che era venato di scure pinete e picchiettato dalle nuvole passeggere; e nell'estrema distanza si levava una catena di colline scintillanti sotto il sole serale e a malapena distinguibili dalla cresta di nubi che si libravano vicino ad esse.

Hazlitt, nelle parole di Ralph Wardle, "non smetteva mai di osservare e di confrontare. Era un visitatore senza complessi che voleva assorbire tutto ciò che era disponibile, e poteva ricreare vivacemente tutto ciò che vedeva".
Eppure frequentemente si dimostrava più di un mero visitatore, con il pittore, il critico e il filosofo che erano in lui che affermavano la loro influenza a turno o tutti insieme. Una splendida scena sulla riva del Lago di Ginevra, ad esempio, vista con l'occhio sia del pittore sia del critico d'arte, ispirò la seguente osservazione: "Il lago splendeva come un vasto specchio dorato, riflettendo i mille colori delle soffici nubi purpuree, mentre Saint Gingolph, con le sue abitazioni raggruppate, appariva al suo fianco come una macchia scura come la pece; e oltre il bordo scintillante dei Giura... si libravano allegre volute di nubi, belle, incantevoli, visionarie, che non sembravano di questo mondo... Nessuna persona può descrivere l'effetto; ma nei paesaggi di Claude le nubi della sera bevono fino in fondo la rosea luce e s'immergono nella morbida quiete!"
Parimenti, il filosofo in Hazlitt emerge nel suo resoconto della seguente mattinata: "Abbiamo fatto una piacevole passeggiata il mattino seguente lungo il fianco del lato sotto le grigie scogliere, le verdi colline e il cielo azzurro... le creste innevate che ci sembravano vicine a Vevey arretravano più avanti in una specie di sfondo elevato mentre avanzavamo... La speculazione del vescovo Berkeley, o di qualche altro filosofo, che la distanza è misurata dal movimento e non dalla vista, qui è verificata a ogni passo".
Stava anche considerando costantemente i costumi della gente e le differenze tra gli Inglesi e i Francesi (e in seguito, in misura minore, tra gli Italiani e gli Svizzeri). Davvero i Francesi avevano un "carattere farfallone, leggero, spensierato, svolazzante"? Fu costretto ripetutamente a rivedere le sue opinioni. Per alcuni versi i Francesi sembravano superiori ai suoi connazionali. diversamente dagli Inglesi, egli scoprì, i Francesi frequentavano il teatro in modo riverente, rispettoso, "l'attenzione ... simile a quella di un circolo erudito a una conferenza su un qualche argomento scientifico". E trovò che la cultura era molto più diffusa tra le classi lavoratrici: "Vedi una ragazza che vende mele a Parigi, seduta a una bancarella con i piedi su una stufa con il tempo più freddo, o difesa dal sole da un ombrello, che legge Racine e Voltaire".
Tentando di essere onesto con sé stesso, e ogni giorno scoperendo qualcosa di nuovo sui costumi francesi che confondeva i suoi preconcetti, Hazlitt fu presto obbligato a ritrattare alcuni dei suoi vecchi pregiudizi. "Nel giudicare le nazioni, non converrà occuparsi di mere astrazioni", concluse. "Nei paesi, come pure negli individui, c'è una mescolanza di qualità buone e cattive; eppure tentiamo di trovare un equilibrio generale, e di confrontare le regole con le eccezioni".
Come aveva stretto amicizia con Stendhal a Parigi, così a Firenze, oltre a visitare le pinacoteche, divenne amico di Walter Savage Landor. Trascorse molto tempo anche con il suo vecchio amico Leigh Hunt, ora residente là.
Hazlitt fu ambivalente riguardo a Roma, il punto più estremo del suo viaggio. La sua prima impressione fu di delusione. Si era aspettato di trovare principalmente i monumenti dell'antichità. Ma, domandava, "che cosa ha a che fare la bancarella di un fruttivendolo, uno stupido magazzino di porcellana inglese, una trattoria schifosa, l'insegna di un barbiere, un negozio di vecchi abiti o di vecchi quadri o un palazzo gotico... con l'antica Roma?" Inoltre, "le pinacoteche a Roma mi hanno alquanto deluso". Alla fine trovò cose in abbondanza da ammirare, ma l'accumulazione di monumenti d'arte in un solo luogo era quasi troppo per lui, e c'erano anche troppe distrazioni. C'erano "l'orgoglio, la pompa e lo sfarzo" della religione cattolica, nonché il fatto di dover affrontare l'"inconveniente della residenza di uno straniero a Roma... Avete bisogno di un po' di riparo dall'insolenza e dall'indifferenza degli abitanti... Devi bisticciare con tutti per impedire di essere imbrogliato, imporre condizioni dure per vivere, tenere le mani e la lingua rigorosamente a freno, per paura di essere pugnalato, o gettato nella Torre di S. Angelo, o rimandato a casa. Devi fare molto per evitare il disprezzo degli abitanti... Devi accettare la sfida delle parole o degli sguardi sarcastici per tutta una strada, o le risate o la mancanza di comprensione a tutte le domande che fai...
Venezia presentò meno difficoltà, e fu per lui una scena di speciale fascino: "Vedi Venezia sorgere dal mare," scrisse, "la sua lunga linea di spire, torri, chiese, banchine ... allungate lungo il bordo dell'acqua, e la vedi con un misto di soggezione e di incredulità". I palazzi erano incomparabili: "Non ho mai visto palazzi da nessuna parte tranne che a Venezia". Di uguale o perfino maggiore importanza per lui furono i dipinti. Qui c'erano numerosi capolavori del suo pittore preferito Tiziano, del quale visitò lo studio, come pure altri di Veronese, Giorgione, Tintoretto, e via dicendo.
Sulla via di casa, attraversando le Alpi Svizzere, Hazlitt desiderò particolarmente di vedere la città di Vevey, teatro del romanzo del 1761 di Rousseau La Nouvelle Héloïse, una storia d'amore che egli associava al suo amore deluso per Sarah Walker. Fu così incantato dalla regione anche al di là delle sue associazioni personali e letterarie che vi rimase con sua moglie per tre mesi, affittando un piano di una casa colonica chiamata "Gelamont" fuori città, dove "ogni casa era perfettamente pulita e confortevole". Il luogo fu per la maggior parte un'oasi di tranquillità per Hazlitt. Come riportava:

Giorni, settimane, mesi e perfino anni sono passati, in gran parte nella stessa maniera... Facevamo colazione alla stessa ora, e la teiera stava sempre bollendo...; un momento di ozii nel frutteto per un'ora o due, e due volte alla settimana potevamo vedere il piroscafo scivolare come un ragno sulla superficie del lago; un volume dei romanzi scozzesi..., o il Paris and London Observer di M. Galignani, ci divertivano fino all'ora di pranzo; poi il tè e una passeggiata finché la luna non si svelava, "apparente regina della notte", o il ruscello, gonfio per un acquazzone passeggero, si udiva più distintamente nell'oscurità, mescolandosi con la dolce, frusciante brezza; e la mattina seguente il canto dei contadini interrompeva il sonno ristoratore, mentre il sole splendeva tra i pampini raggruppati, o le colline ombrose, mentre le nebbie si ritiravano dalle loro cime, facevano una capatina alle nostre finestre.

Il periodo di Hazlitt a Vevey non fu passato interamente come un sogno a occhi aperti. Come a Parigi, e talora in altri punti di sosta come Firenze, continuò a scrivere, producendo uno o due saggi più tardi inclusi in The Plain Speaker (L'oratore semplice), nonché alcuni articoli miscellanei. Una deviazione a Ginevra durante questo periodo gli fece conoscere una recensione del suo Spirit of the Age, di Francis Jeffrey, nella quale quest'ultimo lo rimprovera di essersi sforzato troppo per ottenere l'originalità. Per quanto Hazlitt rispettasse Jeffrey, questo lo ferì (forse di più proprio per il rispetto che gli portava), e Hazlitt, per sfogare i suoi sentimenti di rabbia, buttò giù l'unico verso dalla sua penna che sia mai venuto alla luce, "The Damned Author's Address to His Reviewers" ("L'indirizzo dell'autore dannato ai suoi recensori"), pubblicato anonimo il 18 settembre 1825, nel London and Paris Observer, e terminante con i versi amaramente sardonici, "E infine, per fare la mia misura colma,/Insegnami, grande J[effre]y, a essere noioso!"
Gran parte del suo tempo, tuttavia, fu trascorso di umore rilassato. In questo periodo scrisse "Merry England" ("L'Inghilterra Felice", che apparve nel New Monthly Magazine del dicembre 1825). "Mentre scrivo questo," scrisse, "sono seduto all'aria aperta in una bellissima valle... Intento alla scena e ai pensieri che si agitano dentro di me, rievoco i passaggi gioiosi della mia vita, e una folla di immagini felici appaiono davanti a me".
Il ritorno a Londra in ottobre fu una delusione. I cieli grigi e il cattivo cibo reggevano male il confronto con il suo recente ritiro, e lui stava soffrendo di problemi digestivi (questi ultimi ricorsero per gran parte della sua vita posteriore), sebbene fosse anche bello essere a casa. Ma aveva già piani per ritornare a Parigi..

### "La vecchiaia degli artisti"
Per quanto Hazlitt fosse a proprio agio nel ristabilirsi di nuovo nella sua casa in Down Street a Londra alla fine del 1825 (dove rimase fino a circa metà del 1827), la realtà di doversi guadagnare da vivere era di nuovo davanti ai suoi occhi. Continuò a fornire un flusso di contributi a vari periodici, principalmente The New Monthly Magazine. Gli argomenti continuavano a essere quelli da lui prediletti, comprese le critiche sulla "nuova scuola dei riformatori", la critica teatrale e le riflessioni sulle usanze e le tendenze della mente umana. Radunò saggi pubblicati in precedenza per la raccolta The Plain Speaker, scrivendone contemporaneamente di nuovi. Sovrintese anche alla pubblicazione sotto forma di libro del resoconto del suo recente viaggio continentale.
Ma ciò che voleva di più era scrivere una biografia di Napoleone. Ora Sir Walter Scott stava scrivendo la sua vita di Napoleone, da un pinto di vista strettamente conservatore, e Hazlitt voleva produrne una da una prospettiva riequilibrante, liberale. In realtà, la posizione su Napoleone era solo sua, in quanto aveva idolatrato Napoleone per decenni, e si preparava a ritornare a Parigi per intraprendere le ricerche. Per prima cosa, tuttavia, portò a compimento un'altra idea preferita.
Sempre affascinato dagli artisti nella loro vecchiaia (vedi "On the Old Age of Artists"), Hazlitt fu particolarmente interessato al pittore James Northcote, studente e in seguito biografo di Sir Joshua Reynolds, e accademico reale. Hazlitt era solito visitare frequentemente Northcote — allora circa ottantenne — e conversavano ininterrottamente di uomini e di usanze, delle figure illustri degli anni giovanili di Northcote, in particolare di Reynolds, e delle arti, in particolare di pittura.
Northcote era a quest'epoca un vecchio capriccioso e trasandato che viveva in un ambiente miserabile ed era conosciuto per la sua personalità misantropica. Hazlitt era incurante dell'ambiente e tollerava la capricciosità. Trovando congeniale la compagnia di Northcote, e sentendo che molte delle loro opinioni erano allineate, trascrisse le loro conversazioni a memoria e le pubblicò in una serie di articoli intitolati "Boswell Redivivus" in The New Monthly Magazine. (Essi furono più tardi raccolti sotto il titolo Conversations of James Northcote, Esq., R.A. [Conversazioni del Sig. James Northcote, Accademico Reale].) Ma c'era poco in comune tra questi articoli e la Vita di Johnson di Boswell. Hazlitt sentiva una tale vicinanza al vecchio artista che, nelle sue conversazioni, Northcote fu trasformato in una specie di alter ego. Hazlitt non fece mistero del fatto che le parole che ascriveva a Northcote non erano tutte di quest'ultimo, ma a volte esprimevano le opinioni di Hazlitt come pure le sue stesse parole.
Alcune delle conversazioni erano poco più di pettegolezzi, ed essi parlavano dei loro contemporanei senza freno. Quando le conversazioni furono pubblicate, alcuni di quei contemporanei ne rimasero indignati. Northcote negò che le parole fossero sue; e Hazlitt fu in una certa misura protetto dalle conseguenze dal fatto di risiedere a Parigi, dove era al lavoro su quello che pensava sarebbe stato il suo capolavoro.
L'ultima conversazione (originalmente pubblicata in The Atlas il 15 novembre 1829, quando Hazlitt aveva meno di un anno da vivere) è particolarmente eloquente. Sia che sia realmente avvenuta più o meno come riportato, o che sia stata un costrutto dell'immaginazione di Hazlitt, essa apre uno squarcio sulla posizione di Hazlitt nella vita a quell'epoca.
Nelle parole attribuite a Northcote: "Tu hai due colpe: una è una faida o una lite con il mondo, che ti fa disperare, e ti impedisce di prenderti tutte le incombenze che potresti; l'altra è una trascuratezza e una cattiva gestione, che ti fa buttare via il poco che effettivamente fai, e ti mette in quel modo in difficoltà."
Hazlitt giustifica interamente il suo atteggiamento contrario: "Quando si è criticati per niente, o per aver fatto del proprio meglio, si è propensi a dare al mondo tutta la propria vendetta. Tutta la parte precedente della mia vita è stata trattata come una nullità; e da quando sono balzato all'attenzione, sono stato attaccato come una bestia selvaggia. Quando questo succede, e puoi aspettarti poca giustizia e poca franchezza, cerchi naturalmente per autodifesa rifugio in una sorta di misantropia e di cinico disprezzo per l'umanità."
E tuttavia di riflesso, Hazlitt sentiva che la sua vita non era così male dopo tutto:
L'uomo d'affari e di ventura ... è in piedi e in città per le otto, ingoia la colazione in fretta, partecipa a un incontro di creditori, deve leggere gli elenchi dei Lloyd's, consultare il prezzo dei titoli consolidati, studiare i mercati, esaminare a fondo i suoi rendiconti, pagare i suoi operai e sovrintendere ai suoi impiegati: ha appena un minuto al giorno per sé stesso, e forse nelle ventiquattro ore non fa una sola cosa che farebbe se potesse farne a meno. Sicuramente, questo sacrificio di tempo e inclinazione richiede qualche compensazione, che trova. Ma che diritto ho di farmi la mia fortuna (che non si può fare senza tutta questa ansia e questo sgobbare) io che non faccio quasi assolutamente niente, e mai niente se non quello che mi piace fare? Mi alzo quando mi piace, faccio colazione per intero, scrivo quello che mi passa per la testa, e dopo aver preso una costoletta di castrato e un piatto di tè forte, vado a giocare, e così passa il mio tempo.
Forse si stava palesemente denigrando in questo autoritratto, ma apre una finestra sul tipo di vita che Hazlitt stava conducendo a quest'epoca, e su come la valutava in contrasto con le vite dei suoi contemporanei palesemente più affermati.

### Culto degli eroi
Nell'agosto 1826, Hazlitt e sua moglie partirono di nuovo per Parigi, così che egli potesse fare ricerche su ciò che sperava sarebbe stato il suo capolavoro, una biografia di Napoleone, cercando "di contrastare le interpretazioni preconcette della biografia di Scott". Hazlitt "era da tempo convinto che Napoleone fosse il più grande uomo della sua era, l'apostolo della libertà, un condottiero nato di uomini del vecchio stampo eroico: si era entusiasmato ai suoi trionfi sulla 'legittimità' e aveva sofferto una vera angoscia alla sua rovina".
L'idea di Hazlitt non funzionò proprio come pianificato. Il reddito indipendente di sua moglie permise loro di prendere alloggio in una parte alla moda di Parigi; era comodo, ma anche distratto da visitatori e lontano dalle biblioteche che aveva bisogno di visitare. Né ebbe accesso a tutti i materiali che la statura e le connessioni di Scott gli procurarono per la sua vita di Napoleone. Anche il figlio di Hazlitt trascorse del tempo con loro, e ci furono conflitti tra lui e suo padre che causarono anche uno screzio tra Hazlitt e la sua seconda moglie, e quel matrimonio ora si stava deteriorando rapidamente.
Nessuno dei suoi libri stava affatto vendendo bene, e così dovette anche trascorrere del tempo sfornando altri articoli per pagare le spese. Malgrado tutte le distrazioni, alcuni saggi scritti in questo periodo si rivelarono essere tra i suoi più belli, come "On the Feeling of Immortality in Youth" ("Sul sentimento di immortalità in gioventù"), pubblicato in The Monthly Magazine (da non confondere con il New Monthly Magazine dal nome simile) nel marzo 1827. Il saggio "On a Sun-Dial" ("Su una meridiana"), che apparve alla fine del 1827, potrebbe essere stato scritto durante un secondo viaggio intercalato in Italia con sua moglie e suo figlio.
Alla fine, dopo che Hazlitt era ritornato a Londra con suo figlio nell'agosto 1827, fu scioccato di scoprire che sua moglie, ancora a Parigi, lo stava lasciando. Si stabilì in un modesto alloggio su Half-Moon Street a Londra, e da allora in avanti combatté una continua battaglia contro la povertà, regolarmente costretto a scribacchiare un flusso di articoli, in gran parte privi di distinzione, solo per pagarsi le spese. Relativamente poco si sa delle altre attività di Hazlitt in questo periodo. Trascorreva, apparentemente, tanto tempo a Winterslow quanto ne trascorreva a Londra. Da questo soggiorno nel suo ritiro di campagna preferito emersero saggi meditativi, e fece progressi anche con la sua vita di Napoleone. Ma si trovò anche a lottare contro attacchi di malattia, quasi morendo a Winterslow nel dicembre 1827. Due volumi, la prima metà della biografia di Napoleone, apparvero nel 1828, solo per far fallire l'editore poco dopo. Questo significò ancora altre difficoltà finanziarie per l'autore, e quelle poche evidenze che abbiamo delle sue attività al tempo, a parte un flusso di articoli scritti frettolosamente pubblicati per pagare le bollette, consistono in gran parte di lettere di richiesta agli editori per anticipi di denaro.
La vita facile di cui aveva parlato a Northcote era in gran parte svanita al tempo in cui quella conversazione fu pubblicata, circa un anno prima della sua morte. Allora era sopraffatto dall'umiliazione della povertà, dai frequenti attacchi della malattia sia fisica sia mentale e della depressione causata dal suo fallimento nel trovare il vero amore e dalla sua incapacità di portare a compimemto la sua difesa dell'uomo che venerava come un eroe della libertà e un combattente del dispotismo.
Sebbene Hazlitt conservasse alcuni devoti ammiratori, la sua reputazione tra il grande pubblico era stata distrutta dal gruppo di recensori nei periodici Tory i cui sforzi Hazlitt aveva demolito in "On the Jealousy and the Spleen of Party" ("Sulla gelosia e la bile del Partito"). Secondo John Wilson del Blackwood's Magazine, ad esempio, Hazlitt era già "stato scomunicato da tutta la società per bene, e nessuno avrebbe toccato uno dei suoi libri morti, più di quanto avrebbe fatto con il corpo di un uomo che fosse morto di peste".
Questo periodo buio fu contrassegnato da un flusso di brevi articoli per riviste settimanali come The Atlas, scritti per ricavare contanti di cui aveva disperato bisogno. Né Il tempo è stato clemente con la stessa vita di Napoleone. Per quanto Hazlitt sperasse che sarebbe stata il suo capolavoro, non fu semplicemente un fallimento finanziario. Sebbene questi quattro volumi rappresentassero la sua opera più lunga, essa, come fu alla fine dimostrato, è un guazzabuglio di materiali in gran parte presi in prestito, male integrati, solo un quinto circa dei quali consistono delle parole di Hazlitt. Qua e là, spiccano alcuni passi ispirati, come il seguente:

Da nessuna parte in nessuna cosa che posso aver scritto ho dichiarato di essere un Repubblicano; né dovrei pensare che valga la pena essere un martire e un confessore per qualunque forma o modo di governo. Ma ciò su cui ho scommesso la salute e la ricchezza, il nome e la fama, e sono pronto a farlo di nuovo e fino all'ultimo respiro, è questo, che c'è un potere nelle persone di cambiare il loro governo e i loro gorvernanti.

Hazitt riuscì a completare The Life of Napoleon Buonaparte (La vita di Napoleone Buonaparte) poco prima della sua morte, ma non visse per vederla pubblicata nella sua interezza.

### Ultimi anni
Pochi dettagli rimangono della vita quotidiana di Hazlitt nei suoi ultimi anni. Gran parte del suo tempo trascorreva per scelta nell'ambiente bucolico di Winterslow, ma aveva bisogno di essere a Londra per ragioni d'affari. Là, sembra che si sia scambiato visite con alcuni dei suoi vecchi amici, ma pochi dettagli di queste occasioni furono registrati. Spesso fu visto in compagnia di suo figlio e della fidanzata di quest'ultimo. Altrimenti, continuava a produrre un flusso di articoli per far quadrare i conti.
Nel 1828, Hazlitt trovò di nuovo lavoro come recensore per il teatro (per The Examiner). Nell'andare a teatro, trovava una delle sue più grandi consolazioni. Uno dei saggi più notevoli, "The Free Admission" ("L'ingresso libero"), sorse da questa esperienza. Come spiegava là, frequentare il teatro non era semplicemente un grande svago in sé; l'atmosfera contribuiva alla contemplazione del passato, non solo dei ricordi dei drammi stessi o delle sue recensioni di passate esibizioni, ma del corso della sua intera vita. In parole scritte durante i suoi ultimi mesi, il possessore di un ingresso libero a teatro, "accomodato nella sua nicchia preferita, guardando dalle 'feritoie della rientranza' nella seconda galleria ... vede lo spettacolo drammatico del mondo recitato davanti a lui; fonde anni in momenti; vede la vita umana, come un'ombra appariscente, sguardo al di là del palcoscenico; e qui assapora tutta la beatitudine della terra, il dolce senza l'amaro, il miele senza il pungiglione, e coglie frutti d'ambrosia e fiori d'amaranto (posti alla sua portata dalla Fantasia incantatrice), senza dover pagare per questo una tassa al tempo, o pentirsene dopo."
Trovò un po' di tempo per ritornare ai suoi primi interessi filosofici, comprese presentazioni volgarizzate dei pensieri espressi in precedenti scritti. Alcuni di questi, come le meditazioni su "Common Sense" ("Senso comune"), "Originality" ("Originalità"), "The Ideal" ("L'ideale"), "Envy" ("Invidia") e "Prejudice" ("Pregiudizio") apparvero in The Atlas all'inizio del 1830. A un certo punto in questo periodo riassunse lo spirito e il metodo della sua vita come filosofo, ciò che non aveva mai cessato di considerarsi; ma "The Spirit of Philosophy" ("Lo spirito della filosofia") non fu pubblicato durante la sua vita. Cominciò anche a scrivere ancora una volta per The Edinburgh Review; pagando meglio degli altri giornali, lo aiutò a tenere lontana la fame.
Dopo un breve soggiorno in Bouvier Street nel 1829, dividendo l'alloggio con suo figlio, Hazlitt si trasferì in un piccolo appartamento in Frith Street 6, a Soho. Continuò a pubblicare articoli per The Atlas, The London Weekly Review e ora The Court Journal. Afflitto più frequentemente da dolorosi attacchi di malattia, cominciò a ritirarsi in sé stesso. Anche in questo periodo, tuttavia, pubblicò alcuni notevoli saggi, principalmente per The New Monthly Magazine. Volgendo la sua sofferenza in vantaggio, descrisse l'esperienza, con copiose osservazioni sugli effetti della malattia e della guarigione sulla mente, in "The Sick Chamber" ("La camera malata"). In uno dei suoi ultimi momenti di tregua dal dolore, riflettendo la sua storia personale, scrisse, "Questo è il tempo per la lettura. ... Un grillo frinisce sulla terra, e ci ricordiamo dei giochi di Natale di tanto tempo fa. ... Una rosa manda un doppio profumo  ... e godiamo di più dell'idea di un viaggio e di una locanda per essere stati liberati dal letto. Ma un libro è il fascino segreto e sicuro di mettere a fuoco tutte queste associazioni implicite. ... Se il palcoscenico [alludendo ai suoi commenti in "The Free Admission"] ci mostra le maschere degli uomini e lo spettacolo drammatico del mondo, i libri ci fanno entrare nelle loro anime e ci svelano i segreti nostri. Sono il primo e l'ultimo, i più profondamente sentiti, i più sinceri dei nostri godimenti". In questo periodo stava leggendo i romanzi di Edward Bulwer nella speranza di recensirli per The Edinburgh Review.
Questi brevi momenti di tregua dal dolore non durarono. Benché alcuni visitatori rallegrassero queste giornate, verso la fine Hazlitt era frequentemente troppo malato per vedere chiunque di loro. Entro settembre 1830, Hazlitt era confinato nel suo letto, con suo figlio ad assisterlo, il suo dolore così acuto che il suo medico lo drogava con oppio per gran parte del tempo. I suoi ultimi giorni furono trascorsi nel delirio, ossessionato da una qualche donna, il che negli anni successivi diede origine a speculazioni: era Sarah Walker? O era, come crede il biografo Stanley Jones, più probabile che fosse una donna che aveva incontrato più recentemente a teatro? Infine, con suo figlio e pochi altri ad assisterlo, morì il 18 settembre. Si racconta che le sue ultime parole siano state: "Beh, ho vissuto una buona vita".

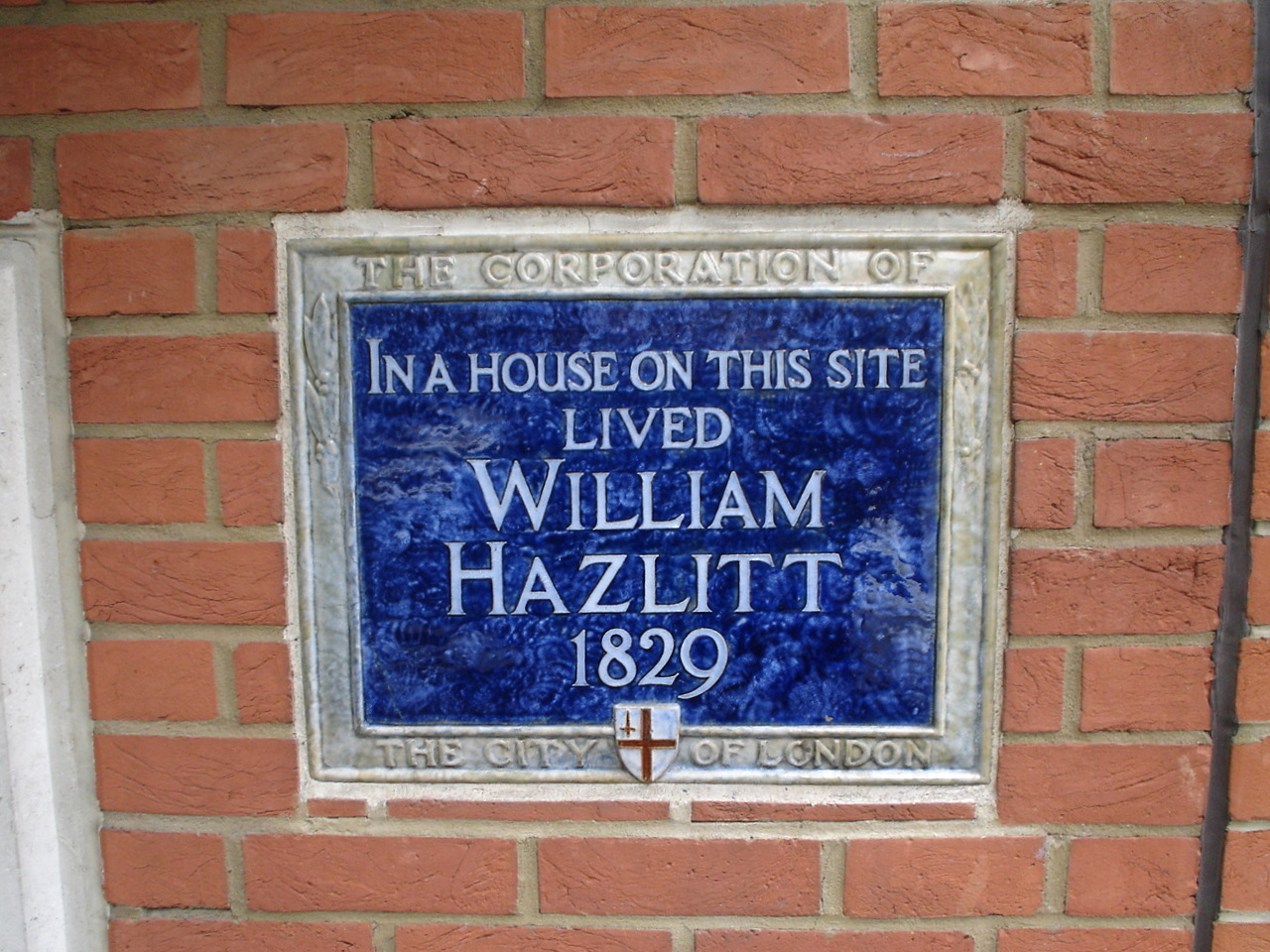
Targa in Bouverie Street, Londra, che segna il sito della casa di William Hazlitt.

William Hazlitt fu sepolto nel cimitero della Chiesa di Sant'Anna a Soho, Londra, il 23 settembre 1830, con soltanto suo figlio William, Charles Lamb, P.G. Patmore e forse qualche altro amico ad assistere.

## Reputazione postuma: declino e revival
Essendo le sue opere andate fuori stampa, Hazlitt subì un lento declino, benché alla fine degli anni Novanta la sua reputazione sia stata ristabilita da alcuni ammiratori e le sue opere nuovamente ristampate. Apparvero allora due importanti opere,The Day-Star of Liberty: William Hazlitt's Radical Style (La stella polare della libertà: lo stile radicale di William Hazlitt) di Tom Paulin nel 1998 e Quarrel of the Age: the life and times of William Hazlitt (La contesa dell'epoca: la vita e i tempi di William Hazlitt) di A. C. Grayling nel 2000.
Nel 2003, in seguito a un prolungato appello, la lapide di Hazlitt nel Cimitero di Sant'Anna fu restaurata e scoperta da Michael Foot. Fu poi inaugurata una Hazlitt Society Archiviato il 31 maggio 2007 in Internet Archive.. La società pubblica un giornale semestrale a revisione paritaria chiamato The Hazlitt Review.
Uno degli hotel alla moda di Soho prende il nome dallo scrittore. Lo Hazlitt's Hotel collocato su Frith Street è l'ultima delle case in cui visse William e ancora oggi conserva gran parte degli interni che egli aveva conosciuto così bene.

## Elenco di opere scelte
- An Essay on the Principles of Human Action (1805)
- Free Thoughts on Public Affairs (1806)
- A Reply to the Essay on Population, by the Rev. T. R. Malthus (1807)
- The Round Table: A Collection of Essays on Literature, Men, and Manners (con Leigh Hunt; 1817)
- Characters of Shakespear's Plays (1817) su Wikisource
- Lectures on the English Poets (1818)
- A View of the English Stage (1818)
- Lectures on the English Comic Writers (1819)
- Political essays, with sketches of public characters (1819)
- Lectures Chiefly on the Dramatic Literature of the Age of Elizabeth (1820)
- Table-Talk; or, Original Essays (1821-1822; edizione di "Parigi", con contenuti alquanto diversi, 1825) su Wikisource
- "The Fight" (1822)
- Characteristics: in the manner of Rochefoucault's maxims (1822)
- Liber Amoris: or, The New Pygmalion (1823)
- The Spirit of the Age (1825) su Wikisource
- "On The Pleasure of Hating" (scritto 1823; pubblicato 1826)
- "Of Persons One Would Wish to Have Seen" (1826) su Wikisource
- The Plain Speaker: Opinions on Books, Men, and Things (1826): Volume I e Volume II su Google Books
- Notes of a Journey Through France and Italy (1826)
- The Life of Napoleon Buonaparte (quattro volumi; 1828-1830)

### Ulteriori letture
- Bate, Jonathan. The Cure for Love. New York: Picador, 1998.
- Haverty, Anne. The Far Side of a Kiss. New York: Chatto & Windus, 2000.
- The Hazlitt Review (ISSN 1757-8299 (WC · ACNP))
- Natarajan, Uttara (curata con T. Paulin e D. Wu). Metaphysical Hazlitt. London: Routledge, 2005.
- Natarajan, Uttara. Hazlitt and the Reach of Sense. Oxford: Clarendon Press, 1998.
- Wu, Duncan. William Hazlitt: The First Modern Man. Oxford and New York: Oxford University Press, 2008.